# Чима да Конельяно

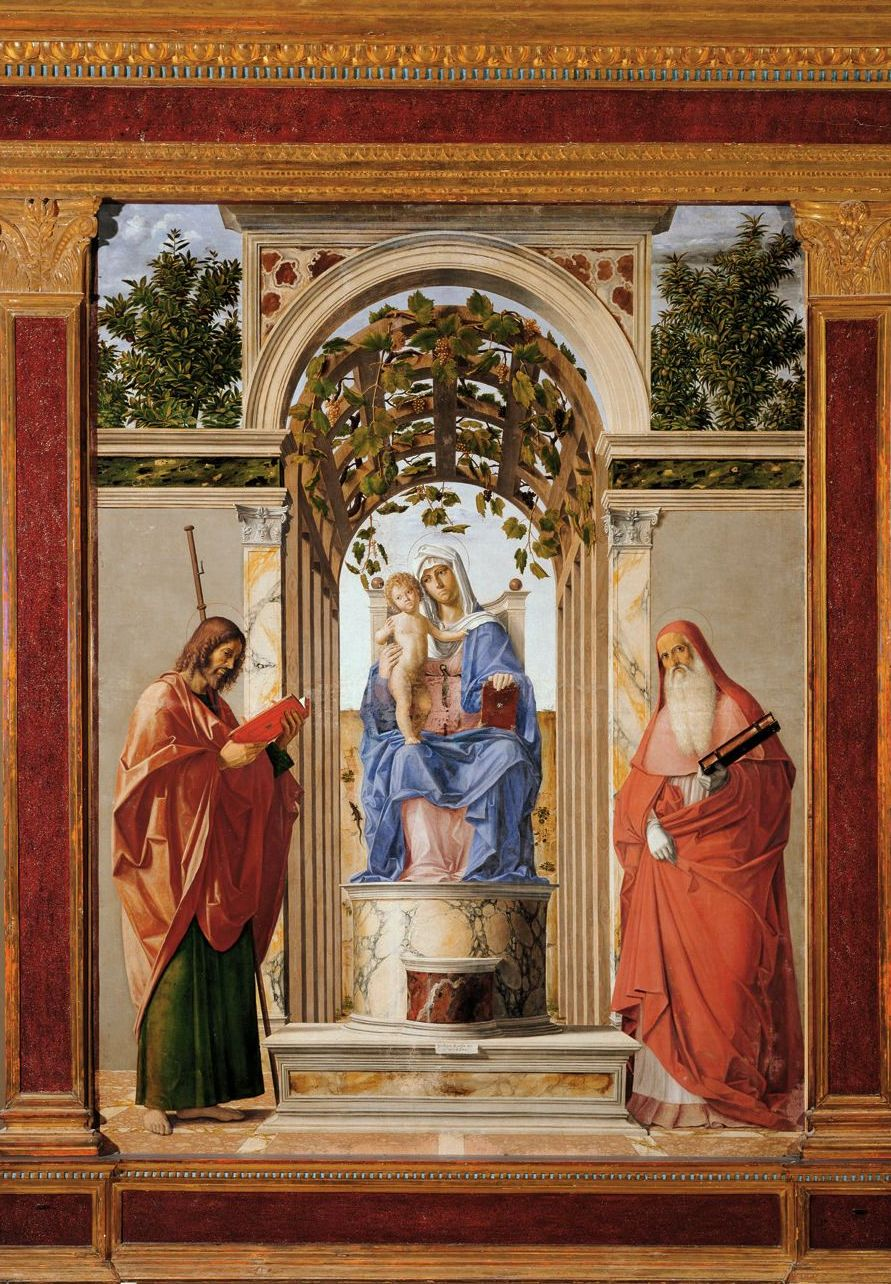
Мадонна с Младенцем на троне со святыми Иаковом и Иеронимом. 1489. Алтарная картина. Церковь Св. Варфоломея в Виченце — первое произведение Чимы, имеющее дату. Муниципальный Музей, Виченца

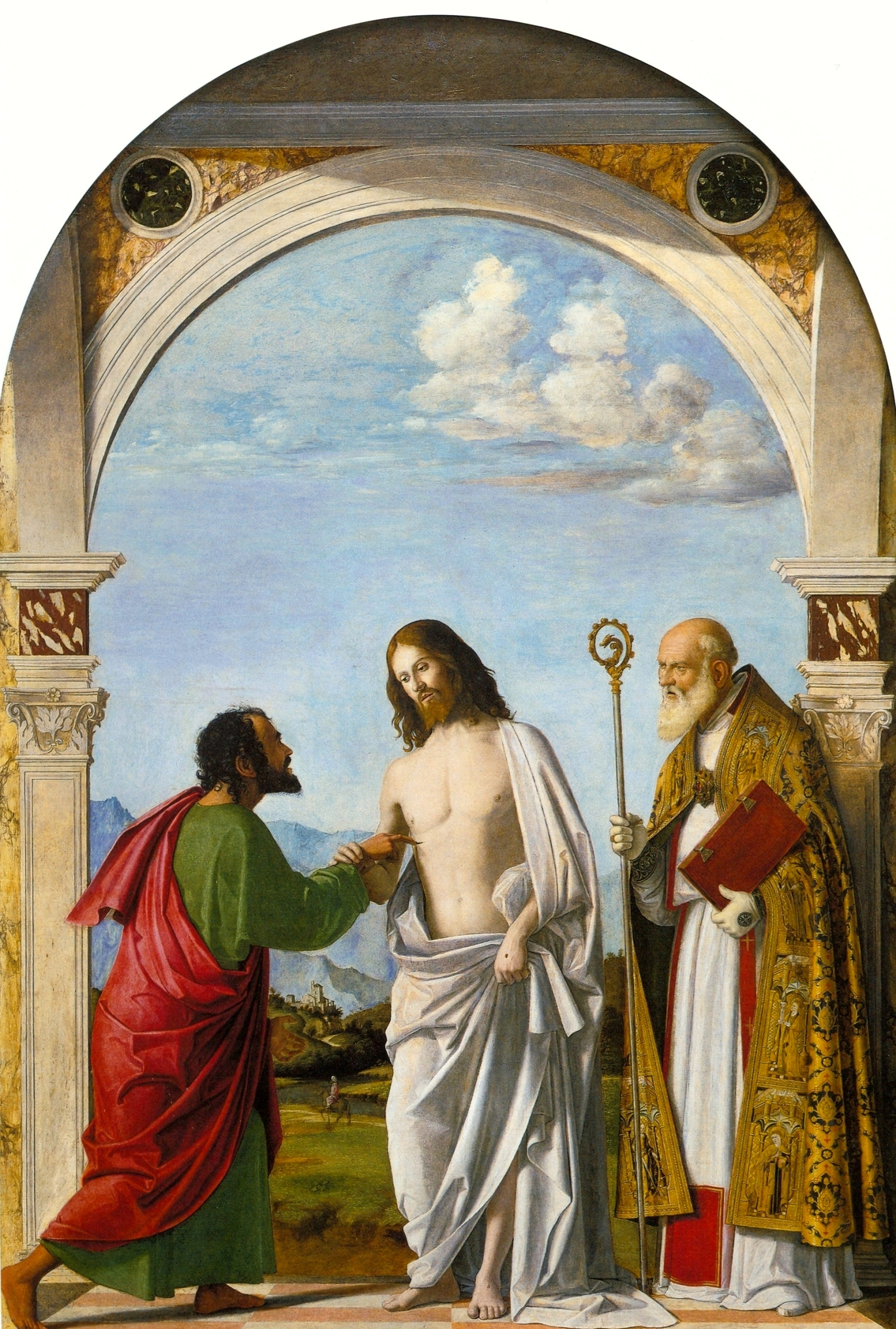
Неверие Фомы с епископом Маньо. Ок. 1505. Галерея Академии, Венеция. Одно из лучших произведений, созданных Чимой в Венеции

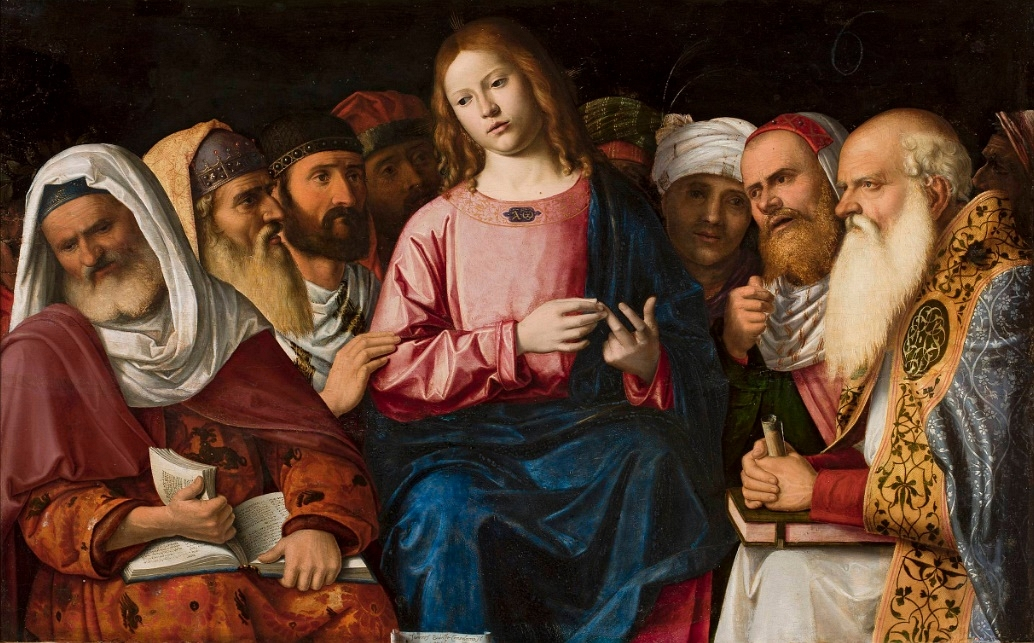
Христос среди книжников. Ок. 1504. Национальный музей, Варшава. Предполагают, что эта картина послужила образцом для Альбрехта Дюрера

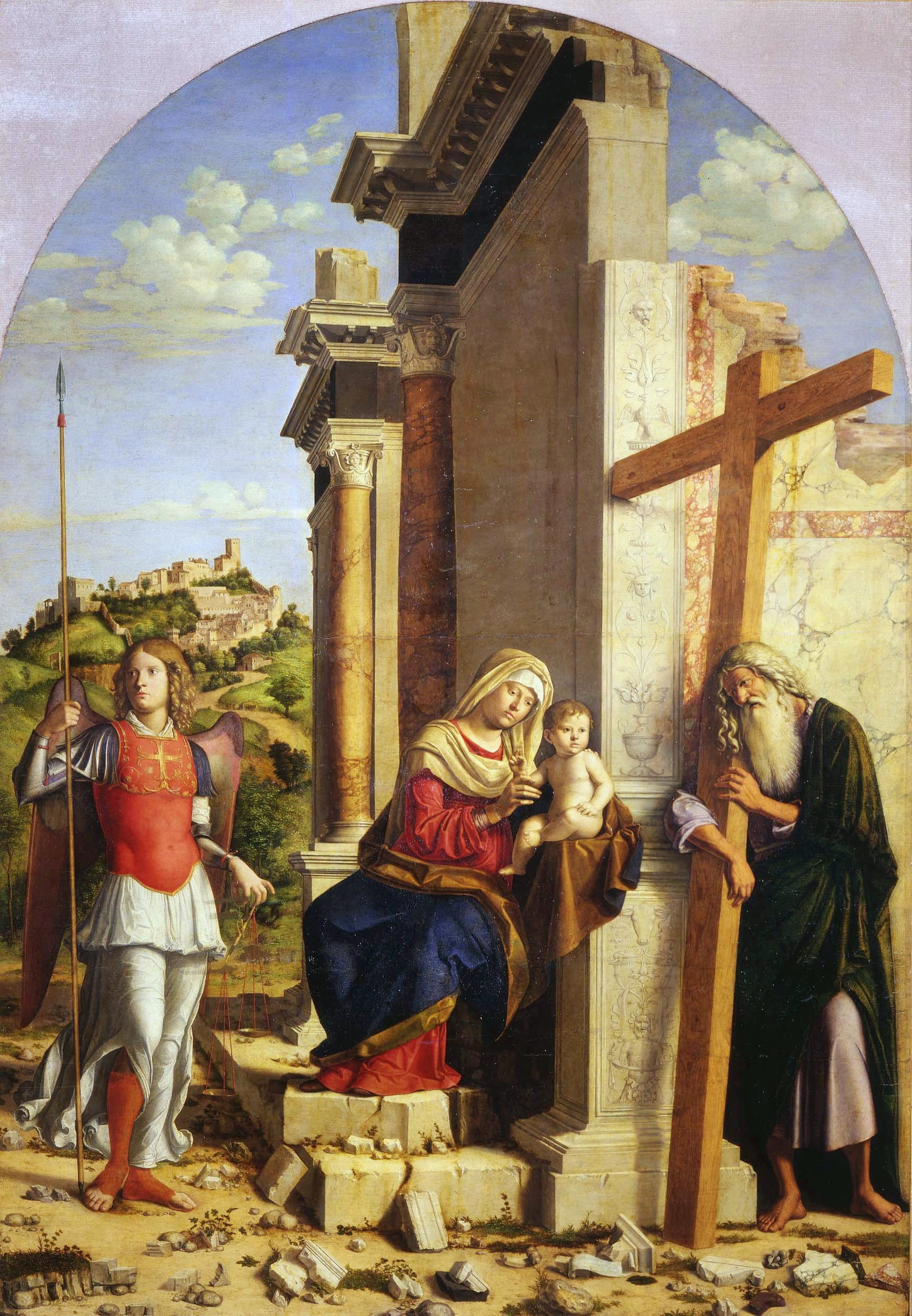
Мадонна с Младенцем, архангелом Михаилом и святым Андреем. Ок. 1498—1500. Национальная галерея, Парма. Картина была написана для францисканской церкви Благовещения. Асимметрия её композиции создаётся изображением античных руин, которые обычно символизируют торжество христианства над язычеством, и усилена массивным крестом Святого Андрея. Мадонна с Младенцем также изображена в необычной асимметричной позе. Левая часть с архангелом указывает светлый путь к «граду на холме», который символизирует христианскую церковь. Такая композиция была новым словом в живописи того времени

Чи́ма да Конелья́но (Чима из Конельяно, итал. Cima da Conegliano, собственно, Джованни Батиста Чима, итал. Giovanni Batista Cima; род. ок. 1459 в Конельяно; умер там же в 1517 или 1518 году) — итальянский живописец раннего Возрождения, периода кватроченто венецианской школы.

## Биография
О Чиме да Конельяно сохранилось мало документальной информации, а Джорджо Вазари в своём многотомном труде, посвящённом итальянским живописцам и скульпторам, написал о нём всего один абзац. На протяжении столетий художник фигурировал просто как «ученик и имитатор Джованни Беллини», оставленное им художественное наследие страдало от недостатка внимания и непонимания истинной роли его творчества в художественном процессе конца XV — начала XVI века. Во второй половине XIX века с изысканиями Кавальказелле (1871) и Боттеона (1893) ситуация начала меняться. Был составлен первый каталог произведений художника, правда, слишком обширный, и в дальнейшем в значительной степени скорректированный. Работы Буркхардта, Беренсона, Вентури, Лонги, Колетти и других исследователей XX века постепенно раскрыли масштабы его творчества, и художник занял надлежащее место среди своих великих современников, в одном ряду с Джованни Беллини и Витторе Карпаччо.
Джованни Баттиста, известный как Чима из Конельяно, родился в семье успешного мастерового, и ничто не предвещало, что он станет выдающимся живописцем. Его отец был стригальщиком тканей (итал. сimatore — отсюда происходит прозвание художника — Чима, хотя итал. сima уже означает «вершина», «верхушка»; по сути стригальщики тканей не стригли, но брили их, чтобы ткань была равномерной толщины; со временем «Чима» из прозвища превратилось в фамилию).
Точная дата рождения мастера неизвестна. По всей вероятности он родился в 1459 или 1460 году. Эта дата выведена исследователями из того факта, что впервые его имя появляется в налоговом реестре в 1473 году (записан как «Johannes cimator»), а в Венецианской Республике обязанность отчитываться о налогах наступала с четырнадцати лет.
Достаток его семьи, вероятно, позволил Чиме получить хорошее образование, однако неизвестно у кого он обучался азам живописного мастерства. Первое его произведение, на котором есть дата — алтарная картина из церкви Святого Варфоломея в Виченце (1489). Ряд исследователей видит в ней влияние Бартоломео Монтаньи, и это послужило основанием для предположения, что Чима начинал в его мастерской. С другой стороны в его ранних работах очевидно влияние Альвизе Виварини и Антонелло да Мессины, поэтому вопрос о его учителе остаётся открытым. Современные исследователи считают, что настоящей школой для него стало частое посещение мастерских Джованни Беллини и Альвизе Виварини, и участие в их работе.
Полагают, что в Венецию художник приехал и создал свою первую мастерскую уже в 1486 году (документы свидетельствуют, что в 1492 году он там фигурирует как гражданин города), но жил в Венеции не постоянно, часто уезжая либо к себе на родину в Конельяно, либо в иные места для выполнения заказов. В Конельяно он бывал едва ли не каждое лето — именно летние пейзажи его родных мест украшают большинство произведений Чимы на религиозные сюжеты.
После того, как Чима написал алтарную картину для церкви Сан-Бартоломео в Виченце (1489, Виченца, Городской музей), он получил признание, как единственный художник Венеции равный Джованни Беллини. В 1490-х годах его слава выходит за пределы собственно Венеции, и распространяется на всей территории, принадлежащей Венецианской Республике. В 1495—1497 годах он получает заказ от Альберто Пио да Карпи («Оплакивание», Галерея Эстензе, Модена), а для церквей Пармы в разное время он написал три больших алтарных картины: для францисканской церкви Благовещения («Мадонна с Младенцем и святыми Михаилом и апостолом Андреем» 1498—1500, Ныне в Национальной Пинакотеке, Парма), для капеллы Монтини в кафедральном соборе («Мадонна с Младенцем на троне со святыми Иоанном Крестителем, Косьмой, Дамианом, Екатериной и Павлом», 1506—1508, ныне в Национальной пинакотеке, Парма), и для церкви Сан-Квинтино («Мадонна с Младенцем, Иоанном Крестителем и Марией Магдалиной», ок. 1512, ныне в Лувре, Париж).
Достигнутый им творческий и коммерческий успех обеспечивал финансовые возможности, достаточные для того, чтобы снимать в Венеции дорогое палаццо, стоимостью 20 золотых дукатов в год, и содержать обширную семью. После того, как умерла его первая жена Корона, оставившая художнику двоих сыновей — Пьетро и Рикардо, Чима женился вторично на Марии, которая была значительно моложе его (она пережила своего мужа на несколько десятков лет). Вторая жена подарила мастеру шестерых детей.
Арендованный художником дом находился во дворе официальной резиденции семейства Пископия Корнаро, неподалёку от церкви Святого Луки, почитаемого покровителем живописцев; венецианская Гильдия Святого Луки была приписана именно к этой церкви. Став членом гильдии Чима да Конельяно сыграл заметную роль в её делах, изменив в 1511 году слишком жёсткие правила, предписанные её художникам.
В конце XV — начале XVI века лидером на венецианском художественном рынке была мастерская, принадлежавшая семье Джованни Беллини; именно братья Беллини получали самые престижные заказы. В 1490-х годах на протяжении нескольких лет маэстро Беллини был занят грандиозным проектом украшения Зала Большого Совета во Дворце Дожей (эти картины впоследствии погибли во время пожара), оставив на время своё основное занятие — создание алтарных картин для церквей. Другой выдающийся мастер Витторе Карпаччо в это время занимался созданием больших нарративных живописных циклов. Чима да Конельяно в полной мере воспользовался сложившейся ситуацией, «перехватив» церковные заказы и написав в Венеции целый ряд превосходных алтарных картин. И даже когда Беллини вновь обратился к церковной живописи, создав алтарную картину для церкви Сан-Заккариа (1505), репутация Чимы да Конельяно в кругах церковных заказчиков была уже столь прочной, что это никак не повлияло на его положение.
В 1500 годах Чима стал одним из самых уважаемых художников Венеции, встав в один ряд с ведущими мастерами и заведя среди них многочисленные знакомства. В городе, где доминировали и определяли местный художественный рынок артистические династии, вроде Виварини или Беллини, это был большой успех. В первое десятилетие XVI века к искусству Чимы вынужден был обратиться Витторе Карпаччо, который к этому времени испытывал творческий спад. Лоренцо Лотто также испытал влияние искусства Чимы; предполагают, что исполненный им в 1507 году алтарь для церкви Санта-Кристина в Тревизо написан под впечатлением от произведений Чимы да Конельяно. По мнению ряда исследователей, даже Альбрехт Дюрер, который во время посещения Венеции в 1506 году написал картину «Христос среди книжников» (ныне в собрании Тиссена-Борнемисы, Мадрид), не избежал обаяния его искусства, так как находился под впечатлением от произведения Чимы на эту же тему («Христос среди книжников», Национальный музей, Варшава). Ещё одним мастером, с которым Чима да Конельяно определённо сотрудничал, был молодой Джорджоне — в работах обоих живописцев эксперты видят явные следы взаимовлияния.
Между 1500 и 1515 годами Чима да Конельяно неоднократно посещал Эмилию-Романью, Парму, Болонью и Карпи, где работал над алтарными картинами. Историки искусства отмечают, что произведения, созданные им в провинции, обладают столь же высокими живописными качествами, что и его столичные работы.
В августе 1516 года он приехал в Конельяно для получения платы за алтарную картину, написанную им для монастыря бенедиктинок Санта-Мария-Матер-Домини, и этим же месяцем (19 августа 1516 года) датировано его последнее завещание. Неизвестно, что послужило причиной составления завещания. Возможно, к этому времени художник уже был тяжело болен. Точная дата его кончины так и осталась неизвестной. Он был похоронен 3 сентября 1517 или 1518 года (точные даты не сохранились) во францисканской церкви в Конельяно.

## Творчество
Чима да Конельяно остался в истории искусства как выдающийся мастер больших религиозных картин, украшавших церковные алтари. Святых он, как правило, размещал на фоне обширных, залитых солнцем пейзажей, с далекими замками на возвышенностях. Исследователи считают, что художник воплощал в картинах виды холмов, у подножья которых разместилось его родное поселение Конельяно, но не фотографически точно, а внося свою фантазию.
Он создал новую модель взаимоотношения персонажей и пейзажа. Пейзаж на лучших его картинах не просто фон, на котором разворачивается священное действо, но самостоятельный субъект, в большой мере формирующий и определяющий драматургию картины. Эти особенности произведений Чимы придали новое дыхание эволюции пейзажной живописи и нашли продолжение и развитие в работах Джорджоне и Доссо Досси. Начиная с исследований Б. Бернсона (1919) все историки искусства утверждают, что никто до Чимы не мог передать наполненную светом серебристую атмосферу Венето с такой поэзией.
Художник в основном писал маслом, используя яркие и светлые тона; в свои картины он вносил элементы асимметрии, применял особые блики для передачи света и включал в пейзажи фона загадочные архитектурные сооружения. Его картины полны скрытых религиозных посылов, разгадкой которых заняты современные исследователи.
Начав с уроков, почерпнутых в картинах Антонелло да Мессины и Джованни Беллини, Чима да Конельяно создал индивидуальный стиль, получивший в его время такую широкую известность, что Альбрехт Дюрер счёл необходимым посетить мастера во время своей поездки в Венецию. Искусство Чимы в большой мере сказалось на творчестве художников следующего поколения — Лоренцо Лотто, Себастьяно дель Пьомбо и Тициана, которые находили в его композициях источник для вдохновения. Отзвуки живописи Чимы обнаруживаются и у Джорджоне, несмотря на то, что сегодня уже не считают, что тот был его учеником, как полагали ранее. Исторически, Чима да Конельяно был важной точкой пересечения и взаимодействия идей разных поколений художников, составивших «золотой век» венецианской живописи.

## Произведения
В современном каталоге произведений Чимы да Конельяно содержится более 150 наименований. Часть из них имеет подпись автора и дату создания, другая часть атрибутирована на основании сохранившихся свидетельств и архивных документов, иные приписываютяс художнику на основании сравнительного анализа. Это достаточно обширное художественное наследие можно поделить на тематические разделы, поскольку религиозные сюжеты в XV—XVI веках были по большей части стандартными, и автор возвращался к какой-либо теме или типу картины неоднократно.

### Полиптихи и триптихи

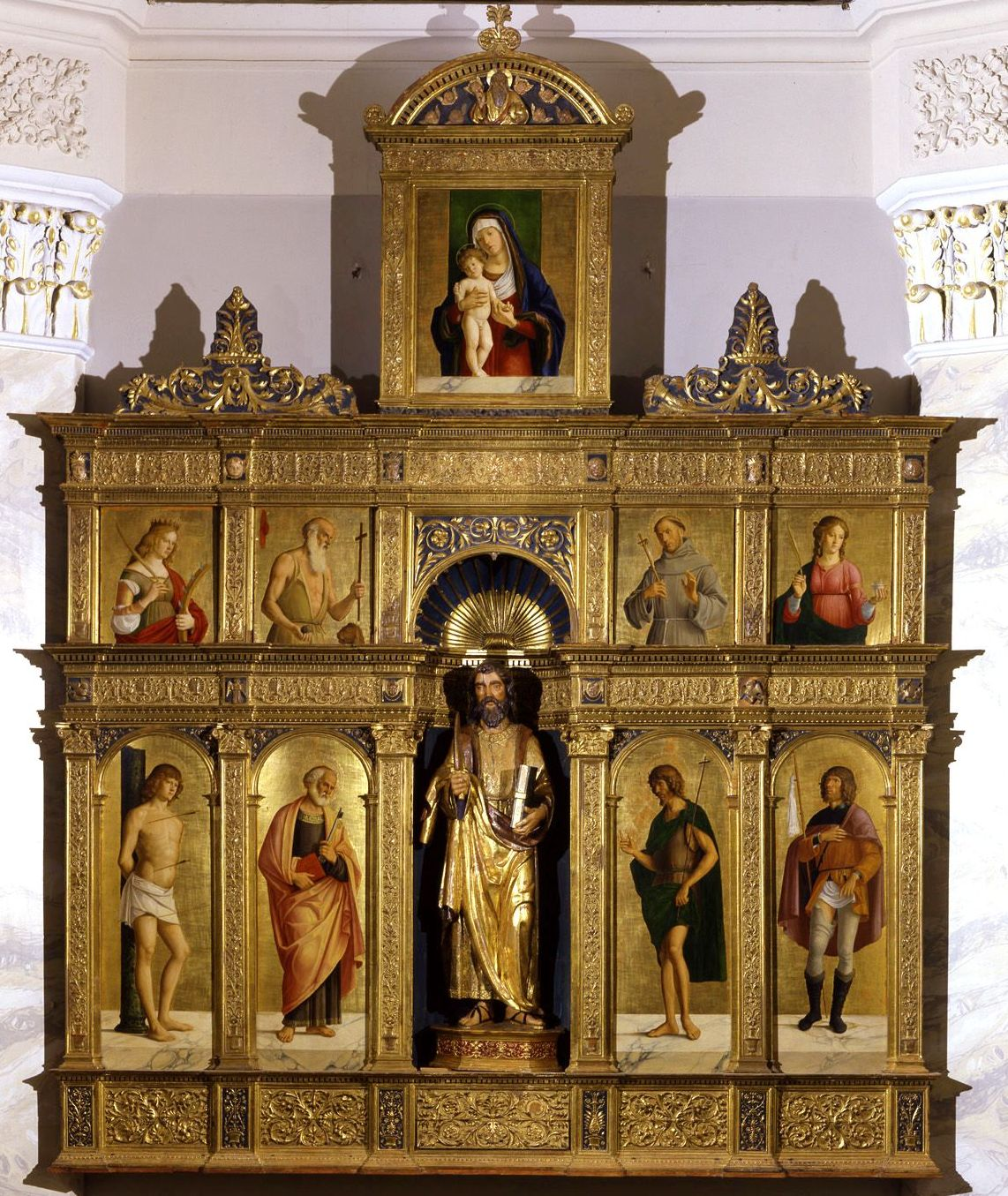
1. Полиптих из Олеры. Между 1486 и 1488. Церковь Сан-Бартоломео, Олера

С именем Чимы да Конельяно связывают четыре полностью сохранившихся полиптиха и два триптиха. Третий триптих «Св. Екатерина Александрийская, св. Себастьян и св. Рох» существует в разобранном виде (святые Рох и Себастьян — в Музее изящных искусств, Страсбург; св. Екатерина и навершие в виде Мадонны с младенцем и святыми — в коллекции Уоллес, Лондон).
- 1. «Полиптих из Олеры». Был создан в 1486—1488 годах для приходской церкви Сан Бартоломео в городке Олера, пров. Бергамо. Полиптих посвящён апостолу Варфоломею, покровителю прихода, поэтому в центре композиции находится скульптура, изображающая этого святого. Чима да Конельяно написал 9 картин, окружающих скульптуру: вверху — Мадонну с младенцем; в среднем регистре — святых Екатерину Александрийскую, Иеронима, Франциска Ассизского и Лючию. В нижнем регистре святых Себастьяна, апостола Петра, Иоанна Крестителя и Роха.
- 2. «Полиптих из Мильонико». Был создан в 1499 году, однако, занял своё место в церкви Санта Мария Маджоре в Мильонико, небольшом городке в пров. Матера, лишь в 1598 году, когда его приобрёл местный протоирей дон Маркантонио Маццоне. Имеет подпись «написал Джованни Баттиста» (IOANES / BAPTISTA / P(INXIT). Полиптих состоит из 18 панелей. Центральная панель — Мадонна с младенцем. В верхнем регистре: «Муж скорбей» и «Благовещение». В среднем регистре: св. Клара, св. Людовик Тулузский, св. Бернардин и св. Екатерина Александрийская. В нижнем регистре: св. Франциск, св. Иероним, апостол Пётр и св. Антоний Падуанский. На картинах пределлы изображены францисканские святые-мученики, погибшие от руки сарацинов.
- 3. «Полиптих Иоанна Крестителя». Был заказан общиной Сан Фиор для церкви Сан Джованни Баттиста в начале XVI века и исполнен Чимой, предположительно, в 1504—1509 годах. Состоит из 8 панелей. В центре — Иоанн Креститель. В верхнем регистре: «Святые Пётр и Лаврентий», «Святые Вендемиалий и Флорентий». В нижнем регистре: «Святые Варфоломей и Урбан», «Святые Власий Севастийский и Иустина Падуанская». На картинах пределы изображены три сюжета из жития Иоанна Крестителя: «Проповедь Иоанна Крестителя», «Подношение Саломее главы Иоанна Крестителя», «Усекновение главы Иоанна Крестителя».
- 4. «Полиптих из церкви Св. Анны в Копере». Был расписан художником в 1513—1515 годах по заказу францисканских монахов из монастыря св. Анны в Копере (Истрия). В 1947 году был разобран и перевезён в Италию. Сегодня выставлен в Палаццо Дукале в Мантуе. Состоит из 10 деревянных панелей, расписанных маслом. В центре — «Мадонна с младенцем на троне». В верхнем регистре — «Благословляющий Христос со святыми Петром и Андреем». В среднем регистре: св. Клара, св. Франциск, св. Иероним и св. Назарий. В нижнем регистре: св. Магдалина, св. Анна, св. Иоаким и св. Екатерина.
- 5. «Триптих из Наволе». Был создан около 1510 года для церкви прихода Наволе в городке Горго аль Монтикано. На центральной панели — «Св. Мартин отдаёт свой плащ нищему»; на правой панели — св. Пётр, на левой — Иоанн Креститель. Сегодня триптих хранится в Окружном музее священного искусства «Альбино Лючиани» в г. Витторио Венето.
- 6. Триптих «Мадонна с младенцем и святыми». Был создан ок. 1510-11 годов, сегодня хранится в Музее изящных искусств г. Кан (Франция). Центральная панель — Мадонна с младенцем на троне; на правой панели — св. Иаков, на левой — св. Георгий.

Кроме полностью сохранившихся многочастных алтарных картин в мировых коллекциях находится целый ряд изображений святых, которые являются фрагментами расформированных полиптихов, созданных Чимой.

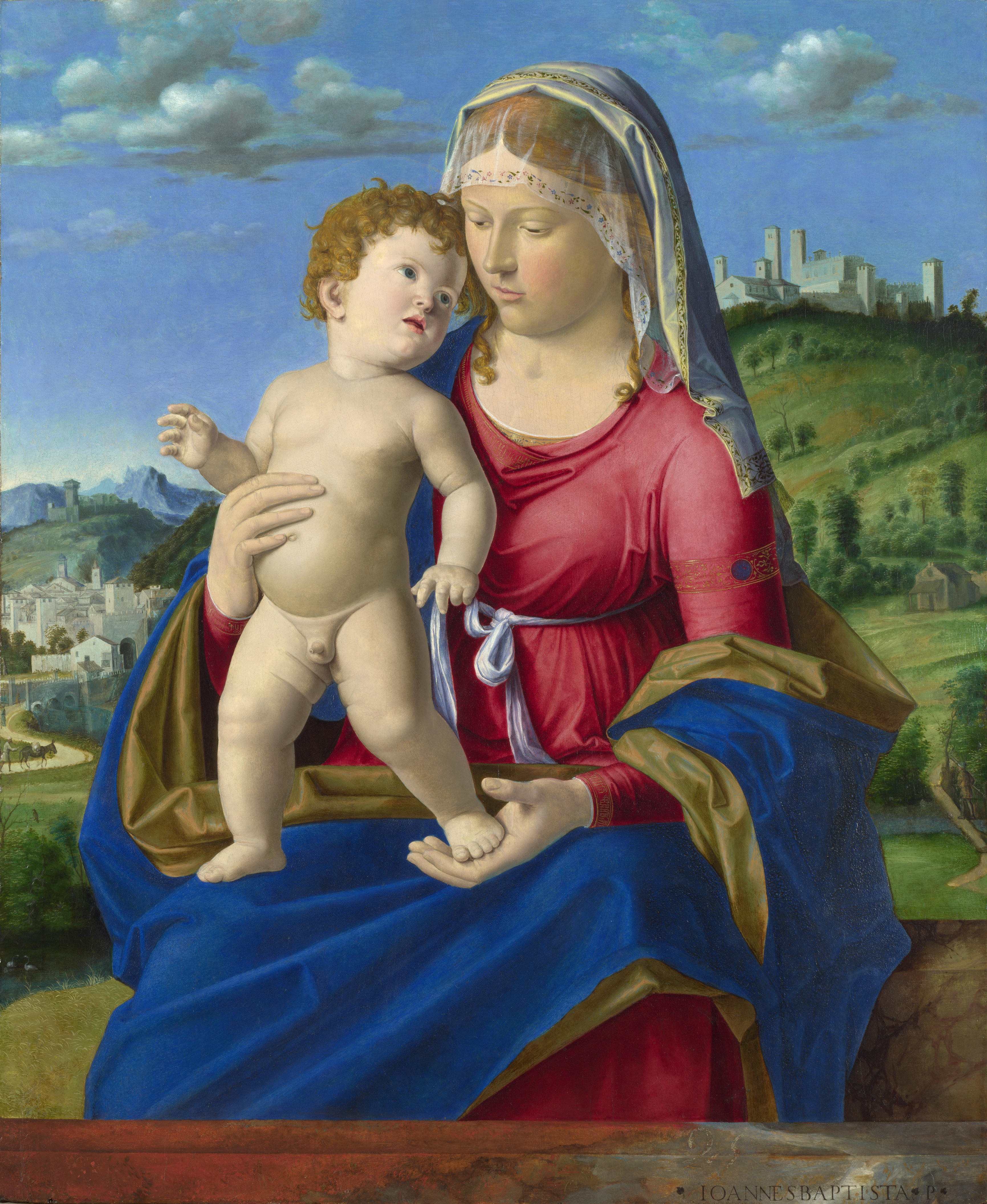
Мадонна с Младенцем. Национальная галерея, Лондон

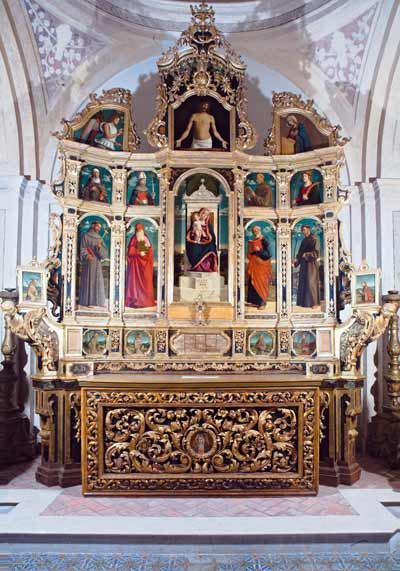
2. Полиптих из Мильонико
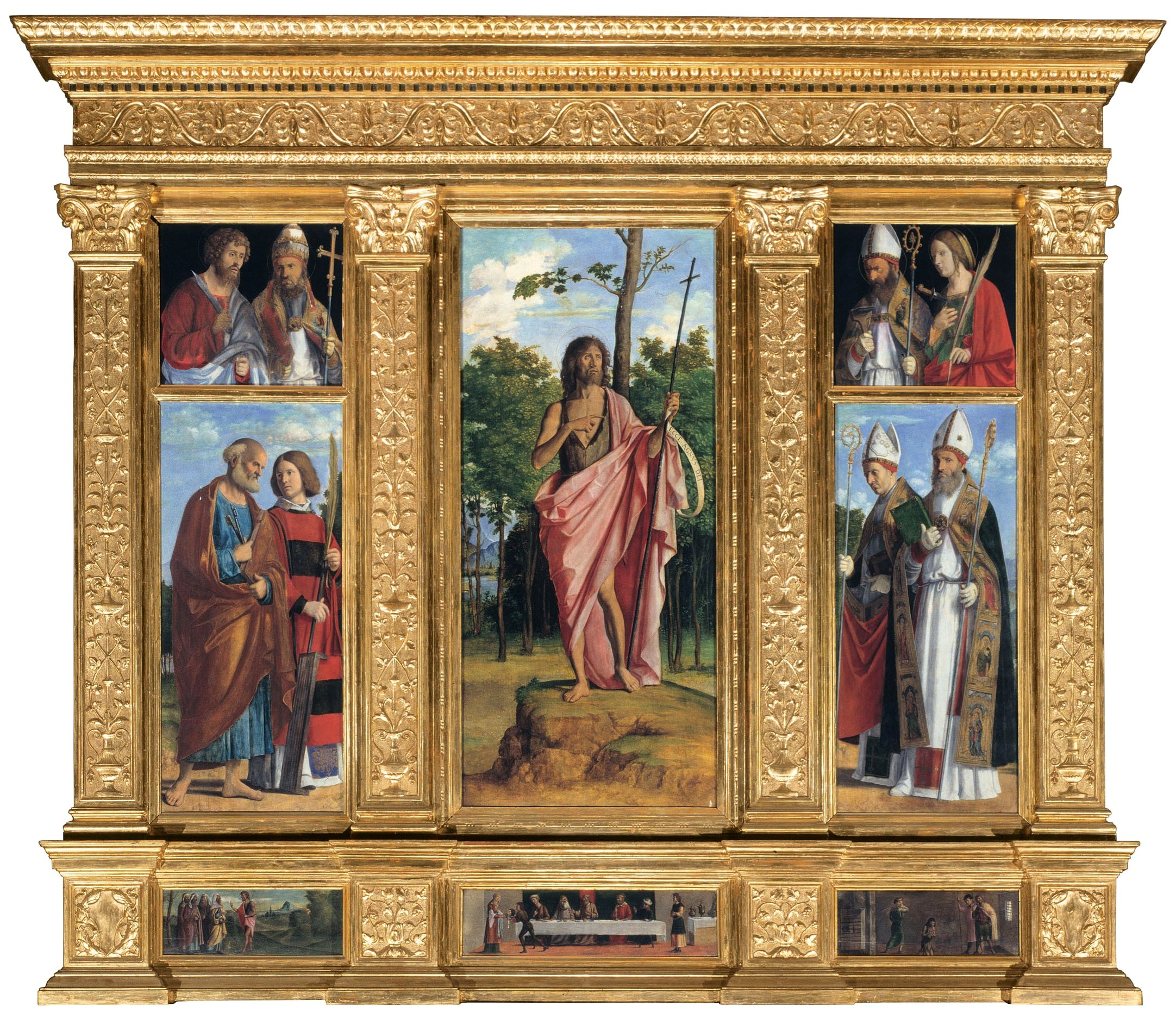
3. Полиптих Иоанна Крестителя
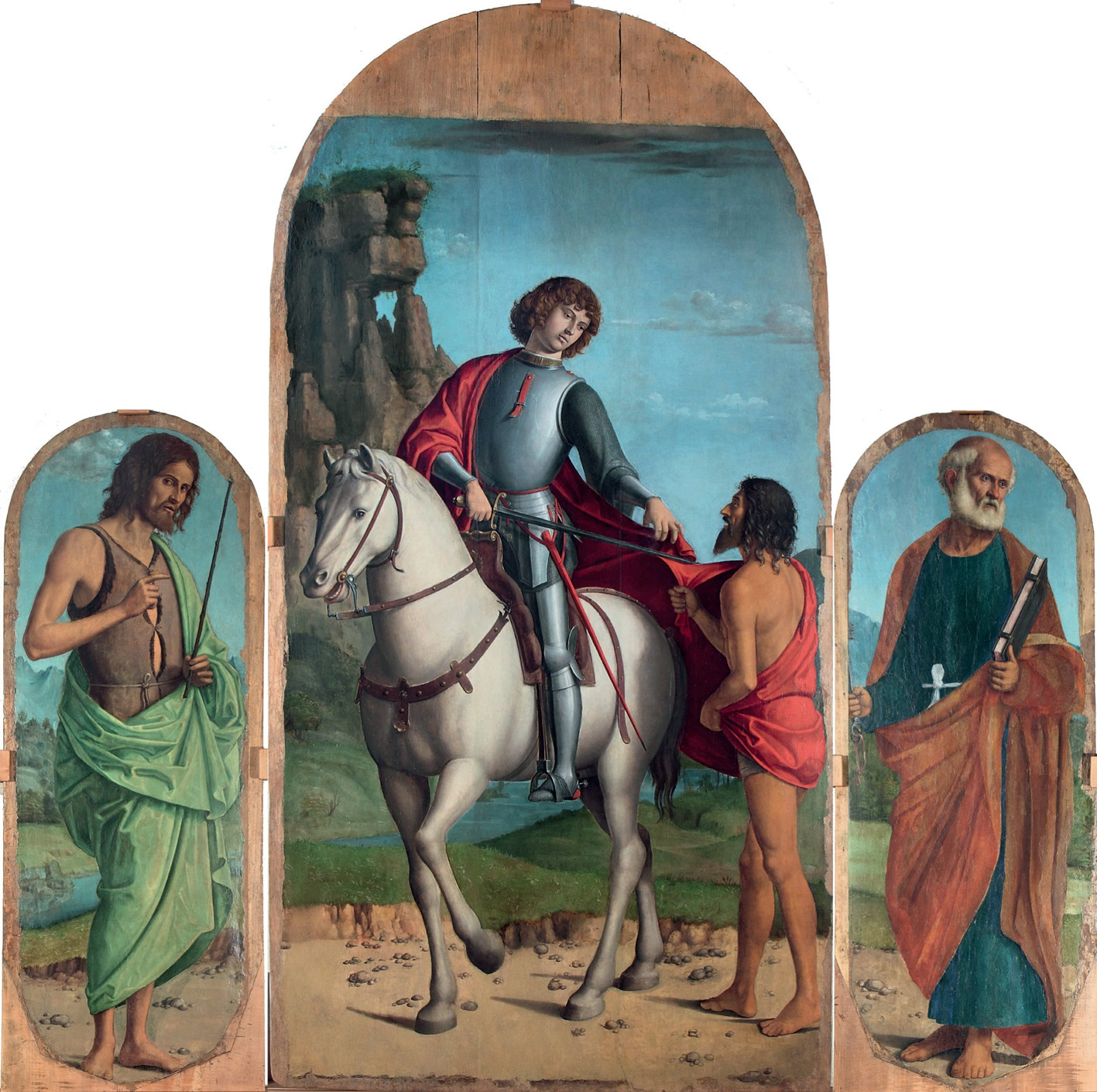
5. Триптих из Наволе
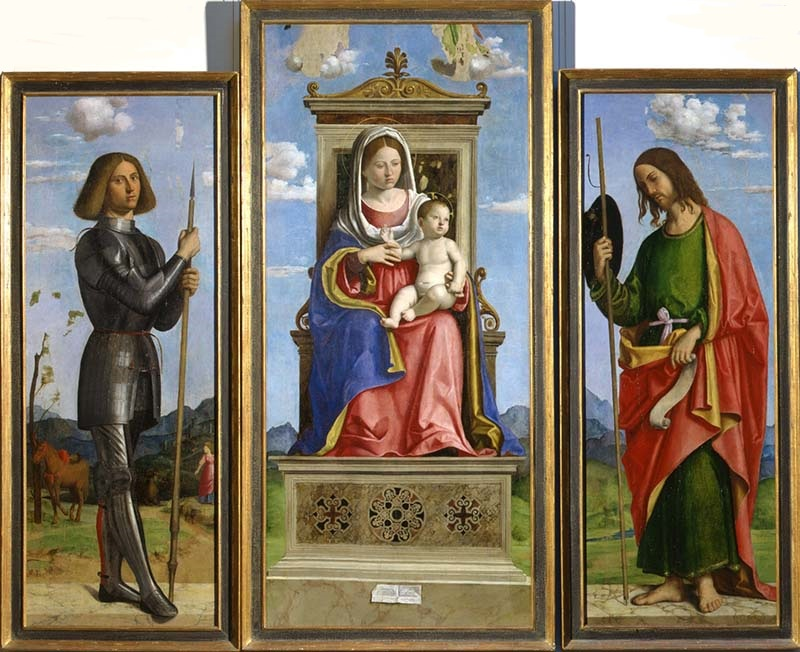
6. Мадонна с Младенцем и святыми. Триптих
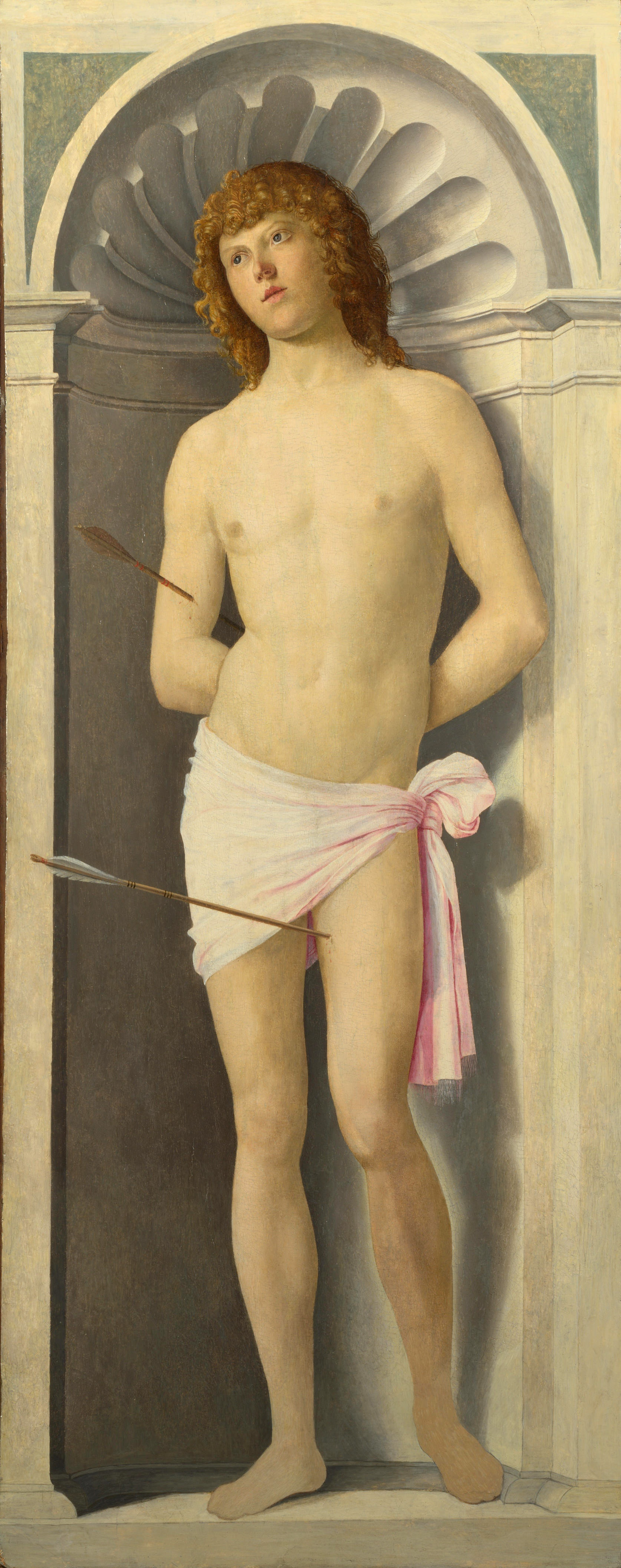
Св. Себастьян. Фрагмент полиптиха. Ок. 1500. Национальная галерея, Лондон
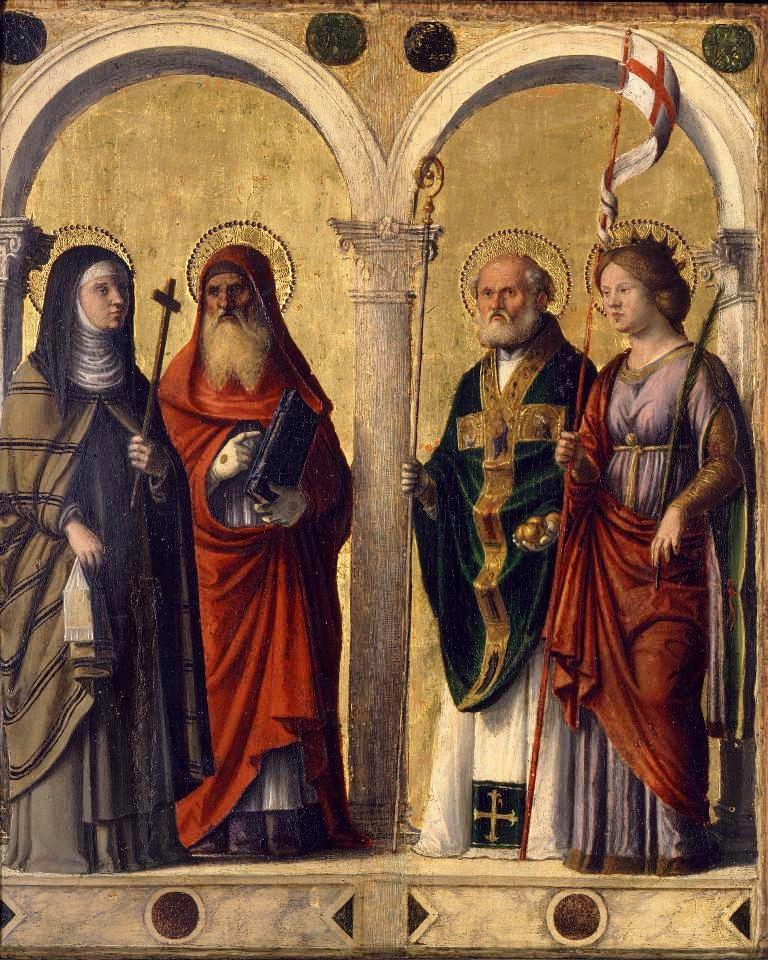
Святые Клара, Иероним, Николай и Урсула. 1500-1510. Деталь полиптиха. Галерея Брера, Милан

### Мадонны с Младенцем
До наших дней дошло около пятидесяти изображений «Мадонны с Младенцем», которые, так или иначе, приписывают кисти Чимы да Конельяно. По сообщениям историков, в начале XVI века в Венеции едва ли не в каждом зажиточном доме была такая «Мадонна», созданная Чимой, то есть, производство этих изображений было поставлено художником на коммерческий поток. Некоторые из них в точности повторяют одни и те же позы Богоматери и младенца, разнообразие вносится только в пейзаж и форму облаков. Тем не менее, большинству этих картин присуще высокое живописное качество. Чима взял за образец миловидных мадонн Беллини, придал их ликам классический, почти античный вид и размещал их на фоне открытого пространства с далёким пейзажем.

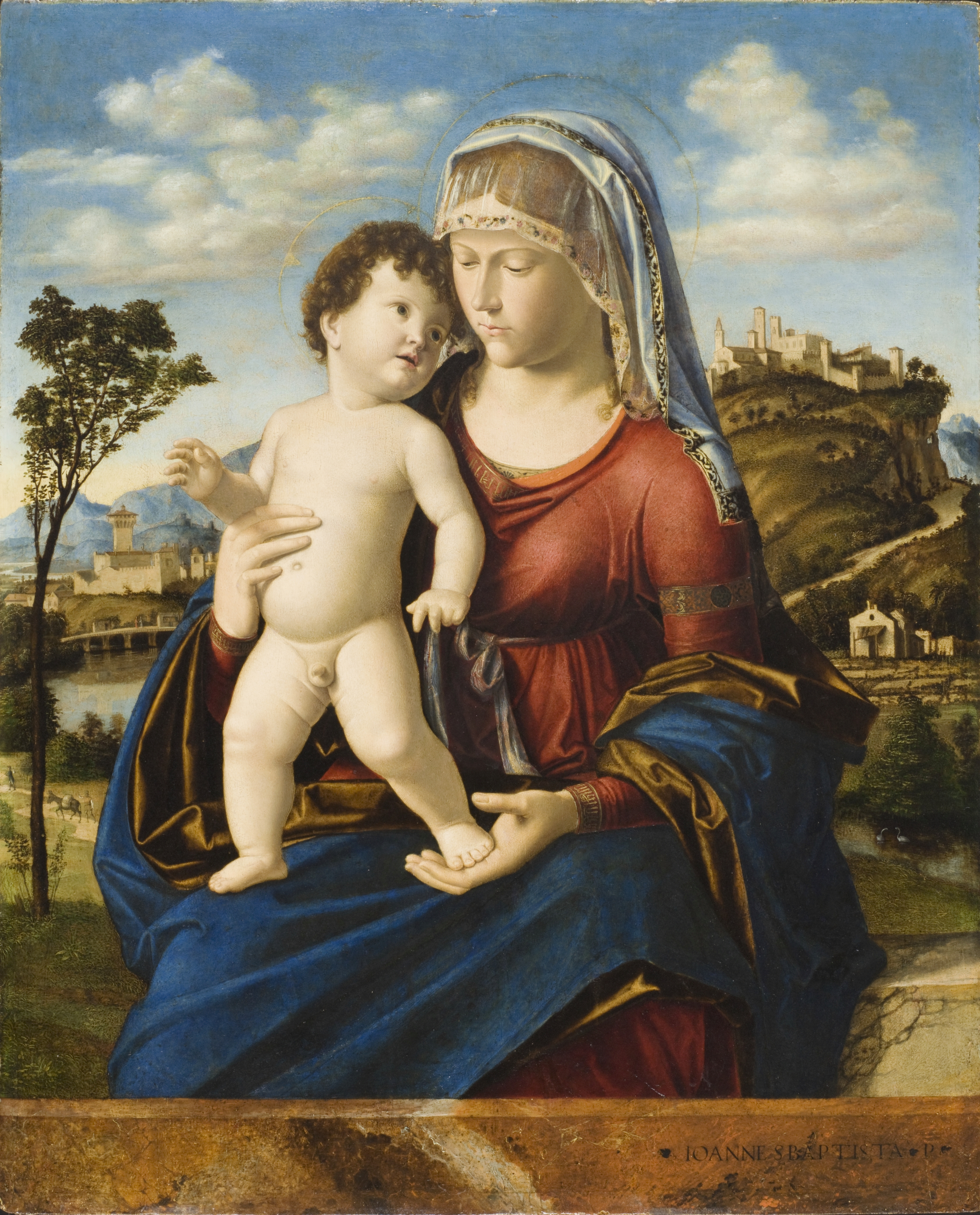
Музей искусства округа Лос Анджелес
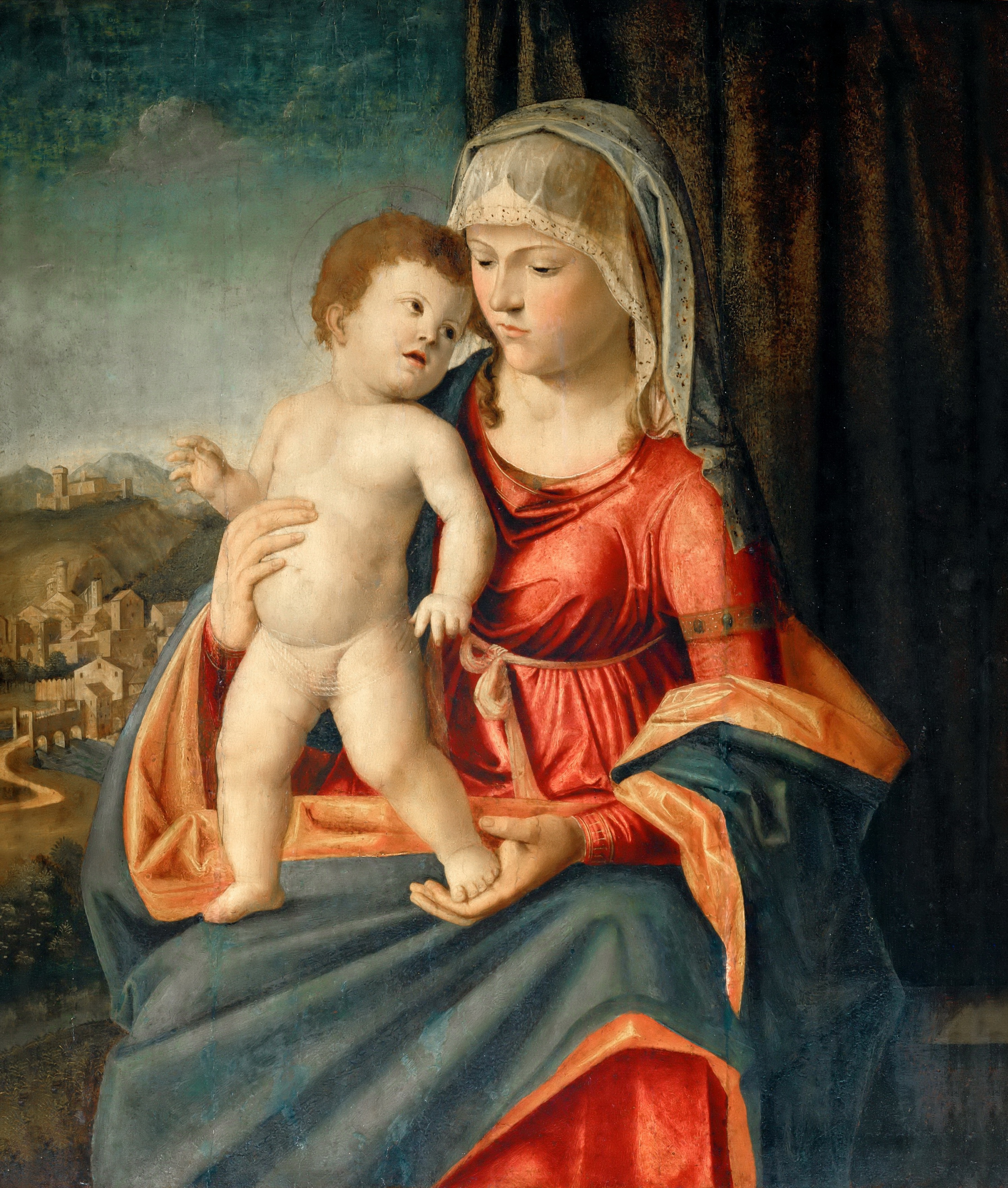
Лувр, Париж
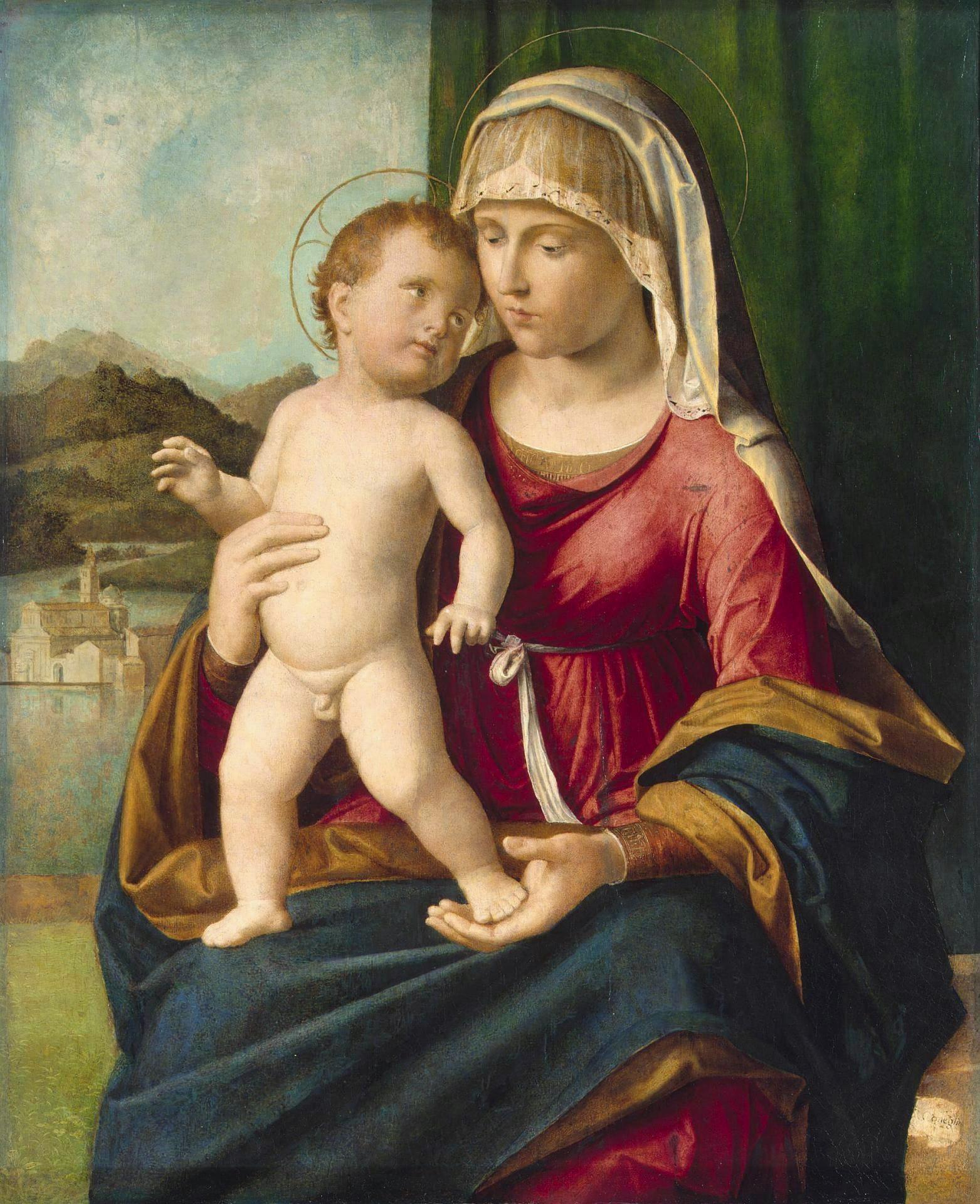
Государственный Эрмитаж, Санкт Петербург
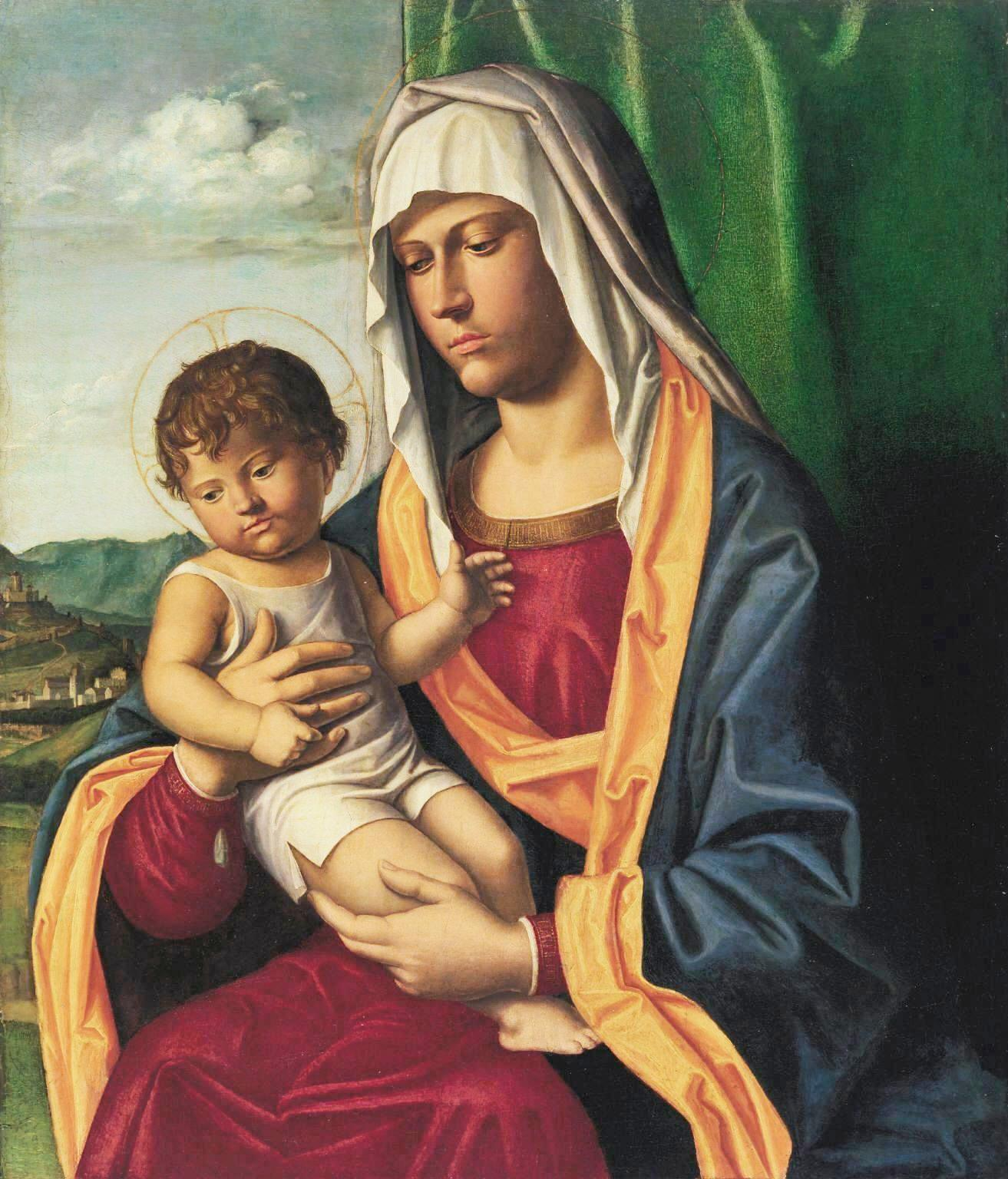
Музей изящных искусств, Сан-Франциско
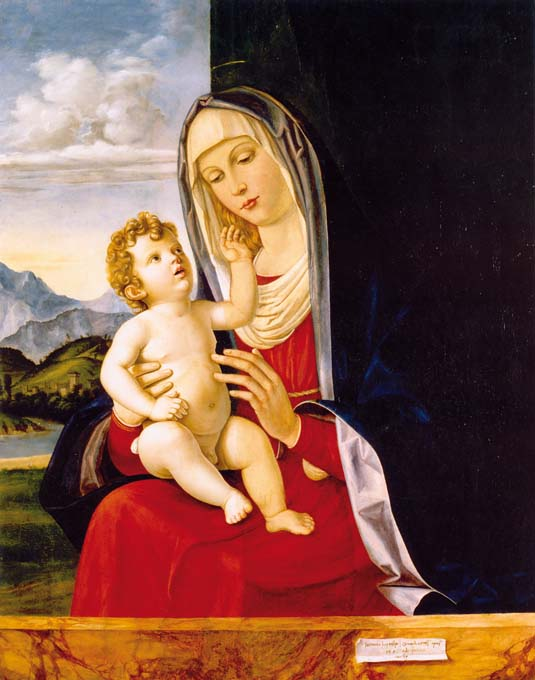
Городской музей, Джемона-дель-Фриули
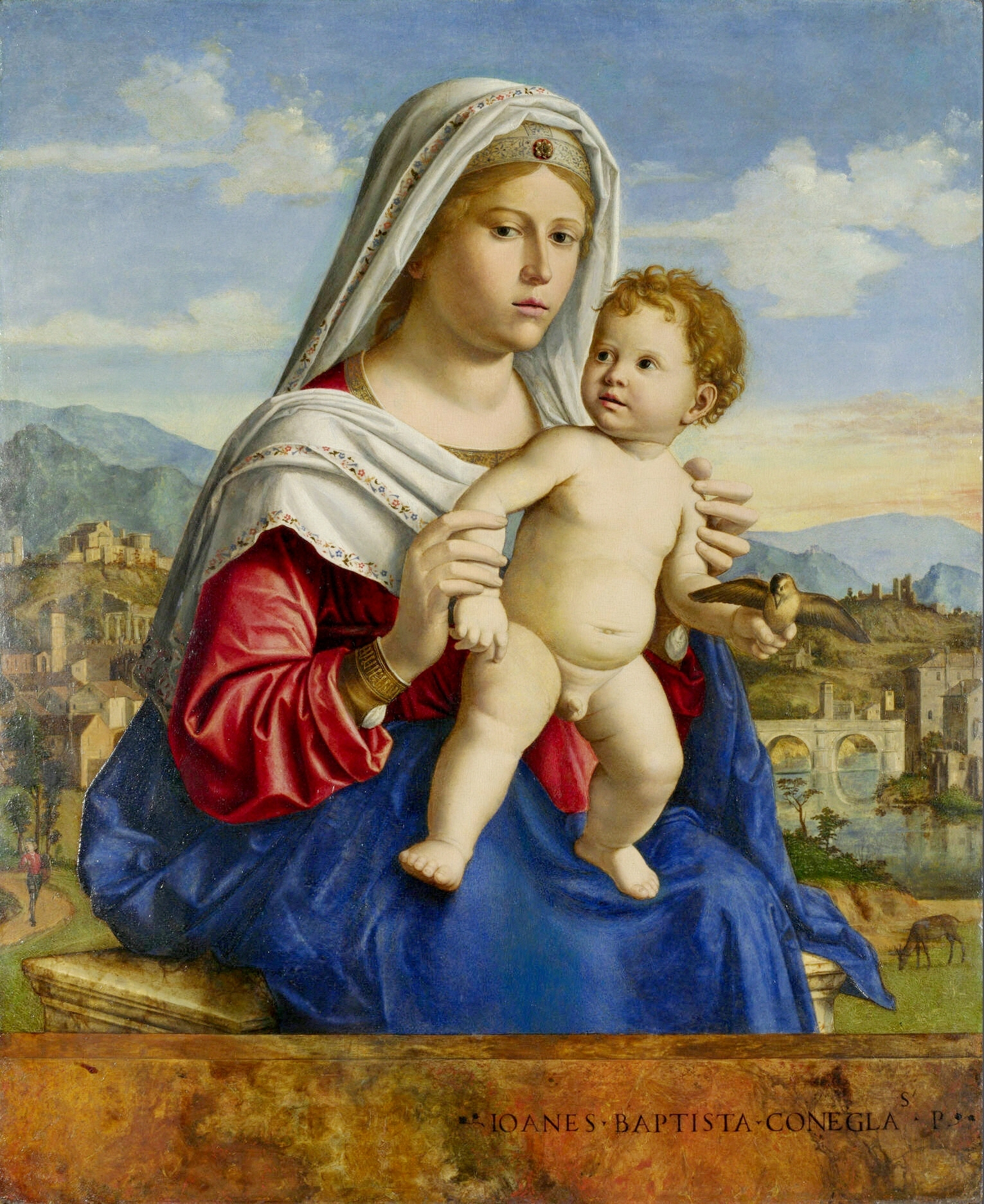
Национальная галерея, Лондон

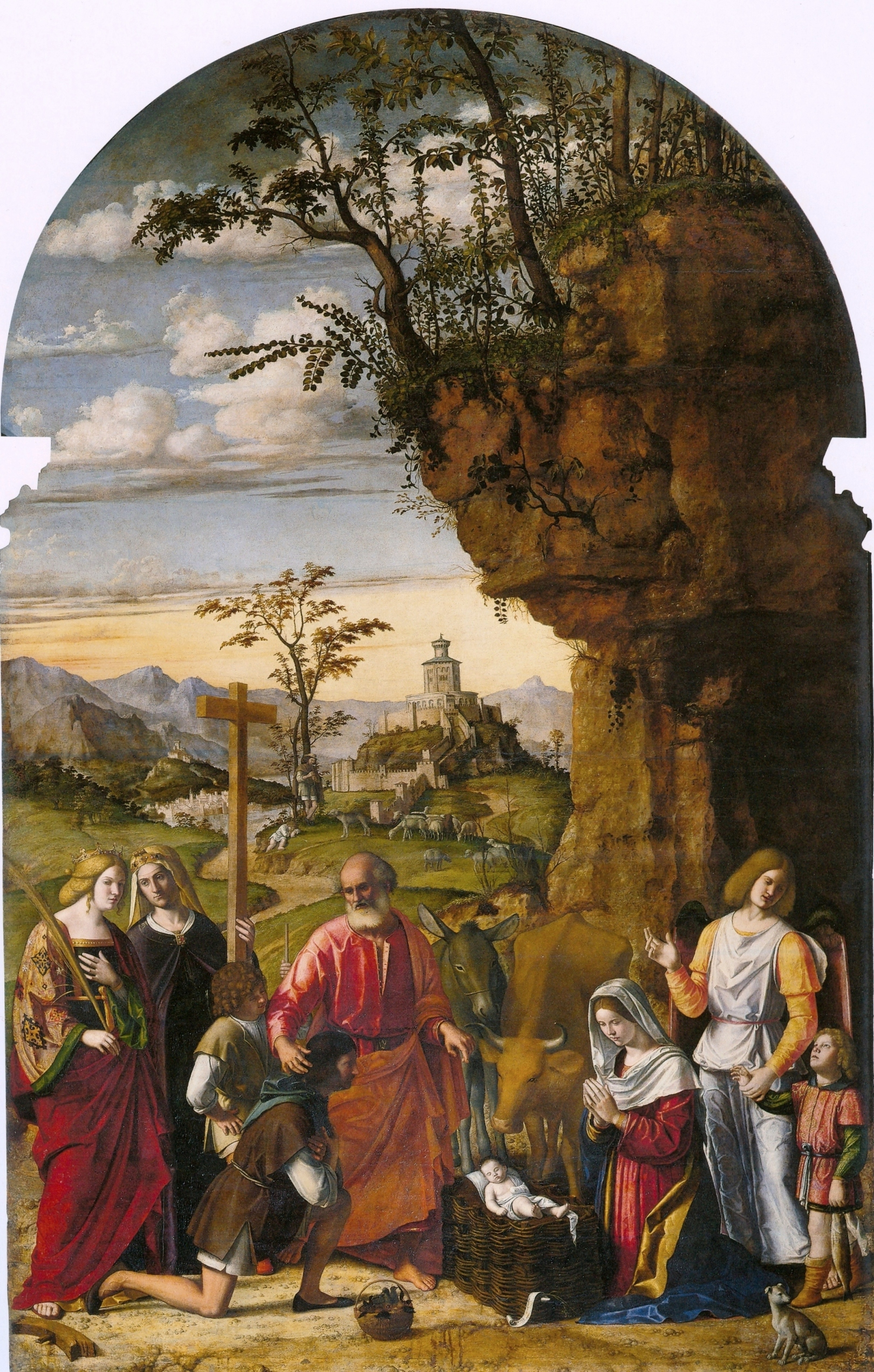
Поклонение пастухов со св. Екатериной, св. Еленой, Товием и Архангелом Рафаилом. 1509—1510. Церковь Санта-Мария-дельи-Кармини, Венеция. Алтарь заказал венецианский купец Джованни Кальво в связи со смертью своей супруги Катерины в 1508 году во спасение её души. Поэтому на картине присутствует её покровительница св. Екатерина, а также Товий и Архангел Рафаил — «божий врачеватель». Сам Джованни Кальво в одежде пастуха преклонил колено пред младенцем. Рядом его сын. Любопытно, что «пастух» Кальво изображён в городских туфлях так, словно он только что вышел из своей комнаты

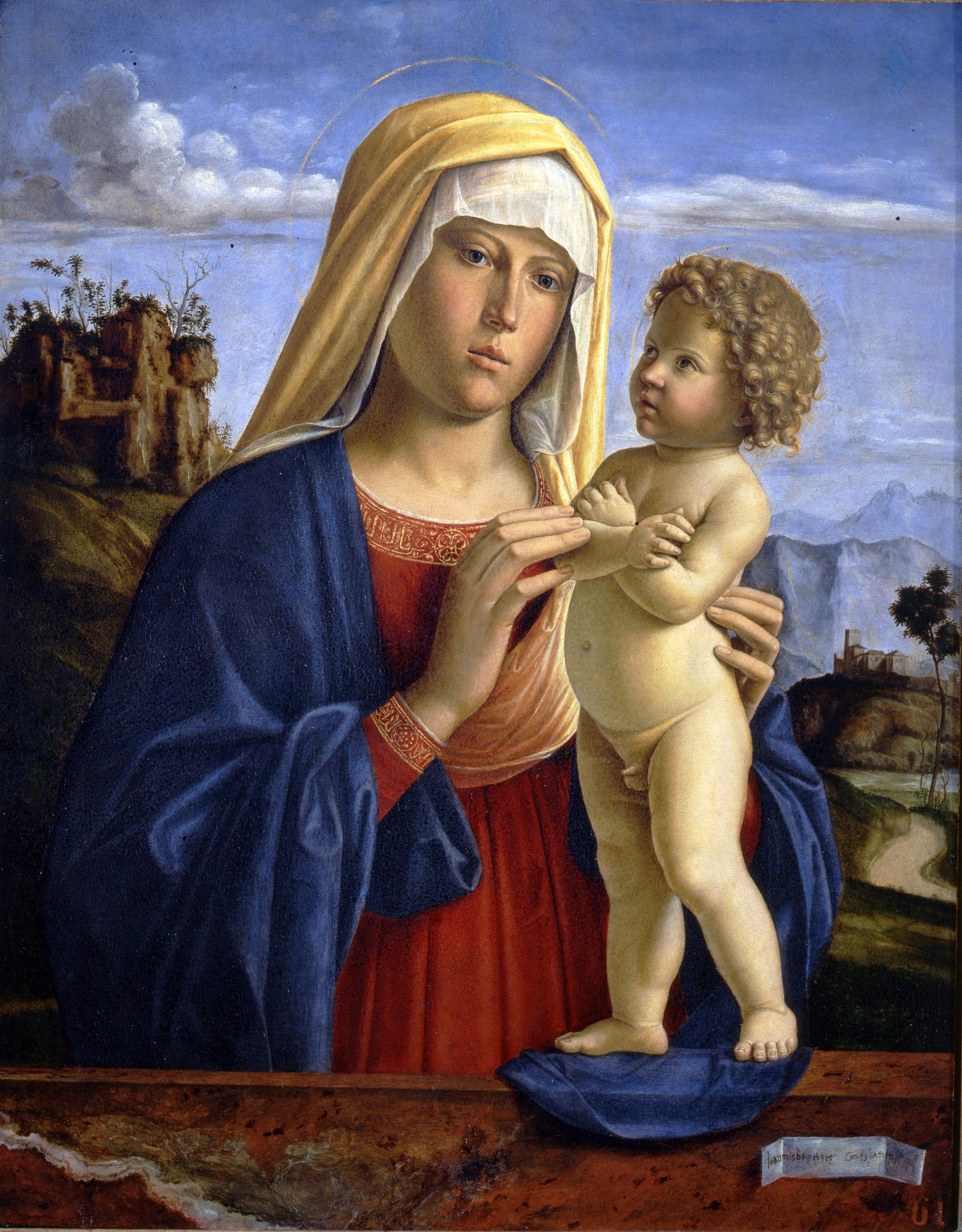
Национальная пинакотека, Болонья
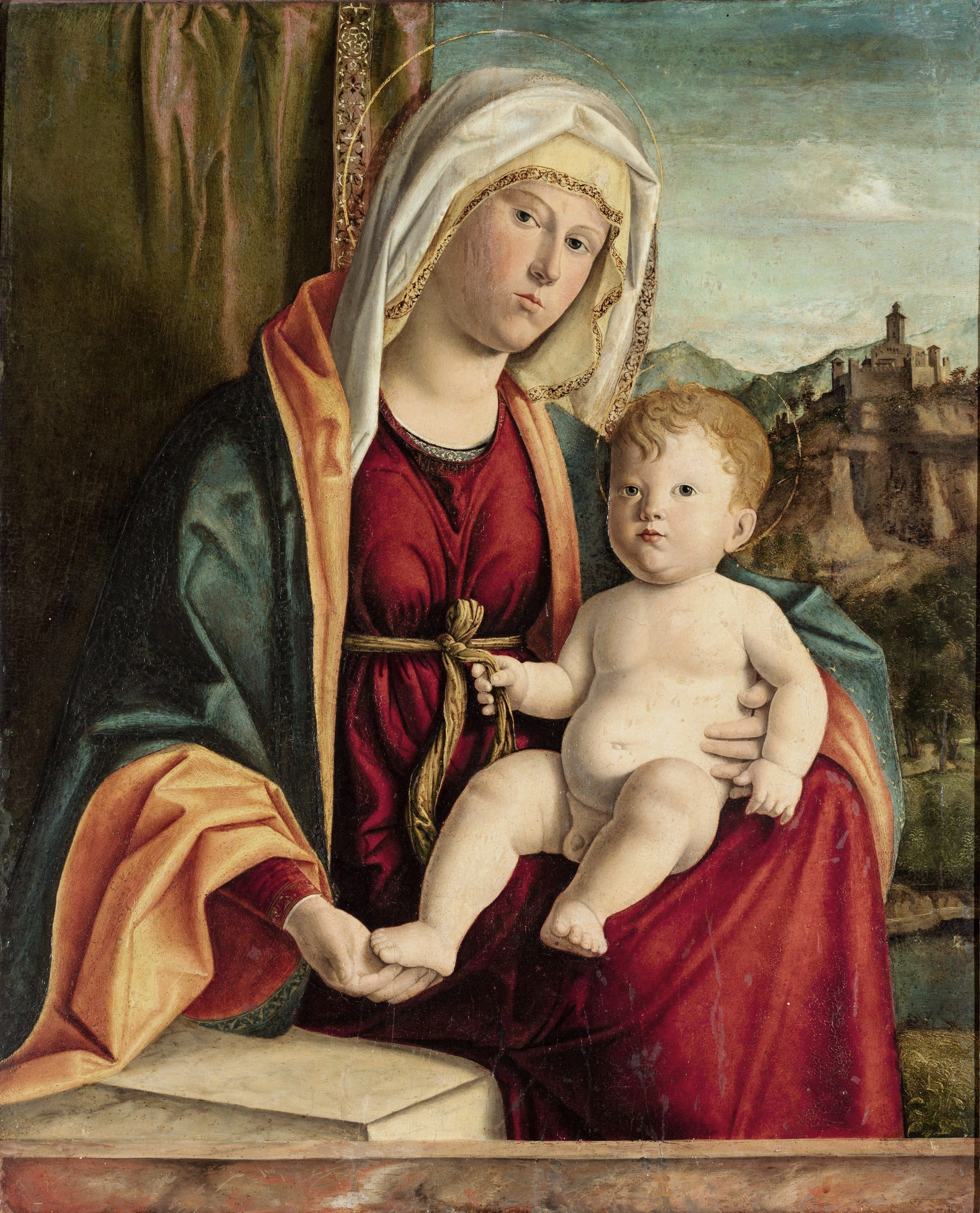
Коллекция Витторио Чини, Венеция
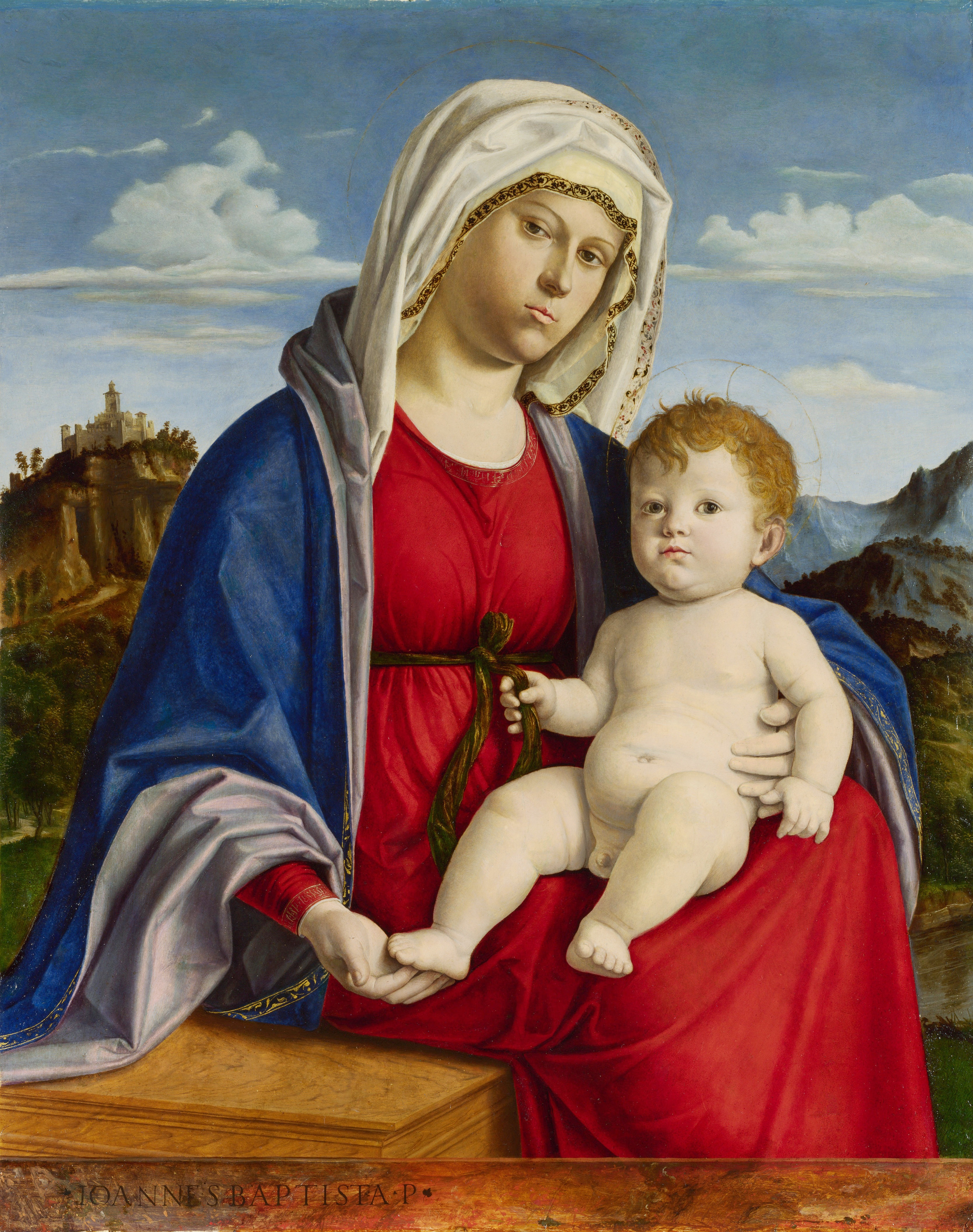
Национальная галерея, Лондон

### Одночастные алтарные картины
В конце XV века в Венеции распространились мода на алтарные картины арочной формы. Они монтировались в нише, исполненной в виде арки, украшенной колоннами или пилястрами, которую специально строили в стене. Чима да Конельяно исполнил целую серию подобных работ для венецианских церквей. Набор святых в этих картинах дополнительно обговаривался с заказчиком, своим присутствием они должны были манифестировать конкретную смысловую составляющую картины — по какому поводу и что конкретно символизирует в картине каждый из святых. Подобным же образом не случайными были все предметы и элементы пейзажа, они тоже несли свой символический смысл. В построениях этих картин Чима да Конельяно определённо опирался на опыт Джованни Беллини, однако, в лучших работах он ушёл вперёд, введя асимметричный пейзаж с античными руинами («Мадонна с младенцем, Архангелом Михаилом и св. Андреем», Парма, Национальная галерея), в известной степени предопределив развитие пейзажа в XVI веке. Сохранились также его алтарные картины, созданные, судя по размерам, не для церквей, а для домашних алтарей богатых горожан.
Зачастую темой этих работ был популярный в эпоху Ренессанса сюжет, получивший название «Святое собеседование», но существует и ряд алтарных картин с сюжетами, позаимствованными из Евангелий, такими, например, как «Неверие Фомы» или «Оплакивание Христа».

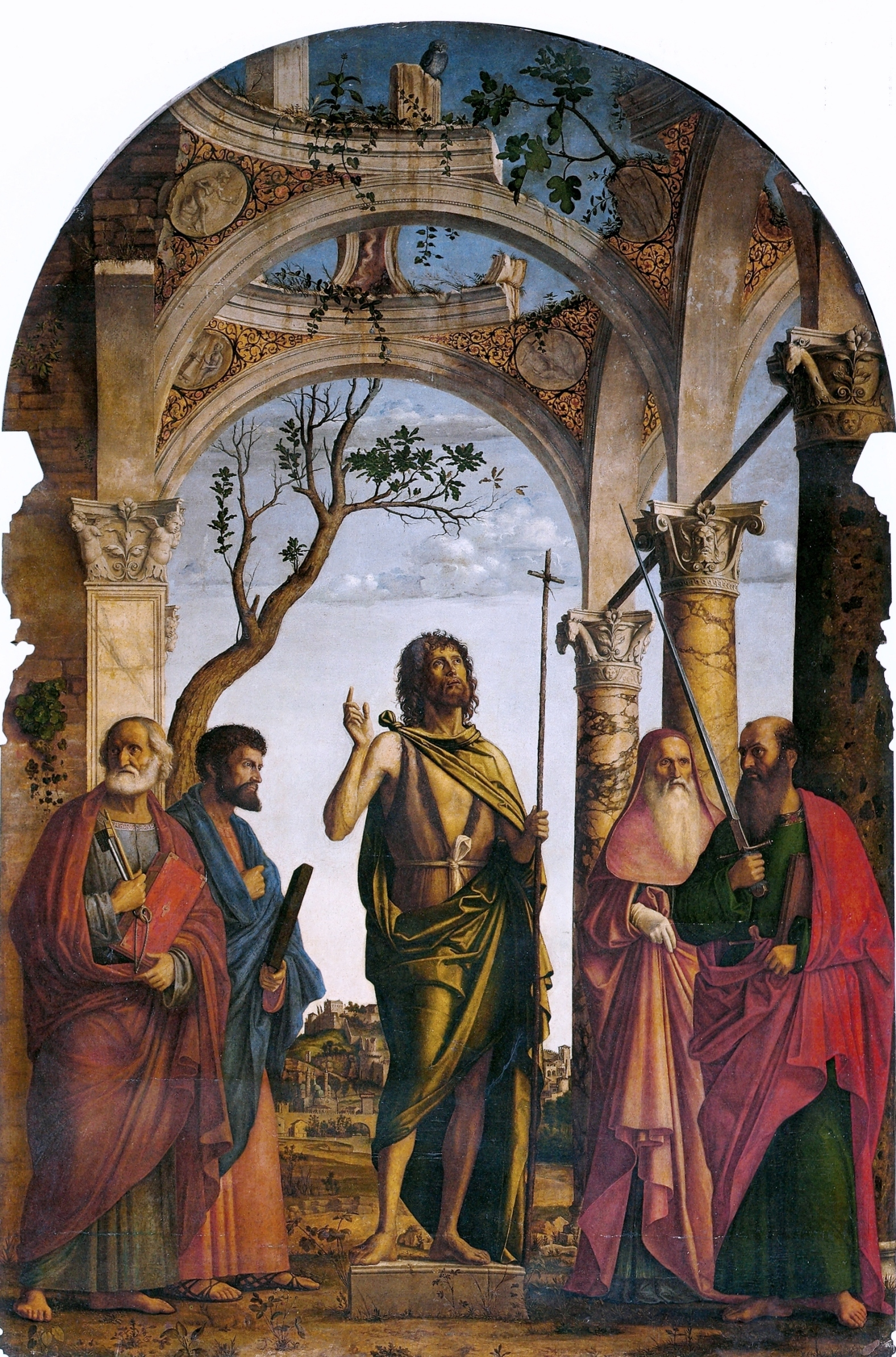
Иоанн Креститель со святыми Петром, Марком, Иеронимом и Павлом. 1491-1492. Церковь Мадонна-дель-Орто, Венеция
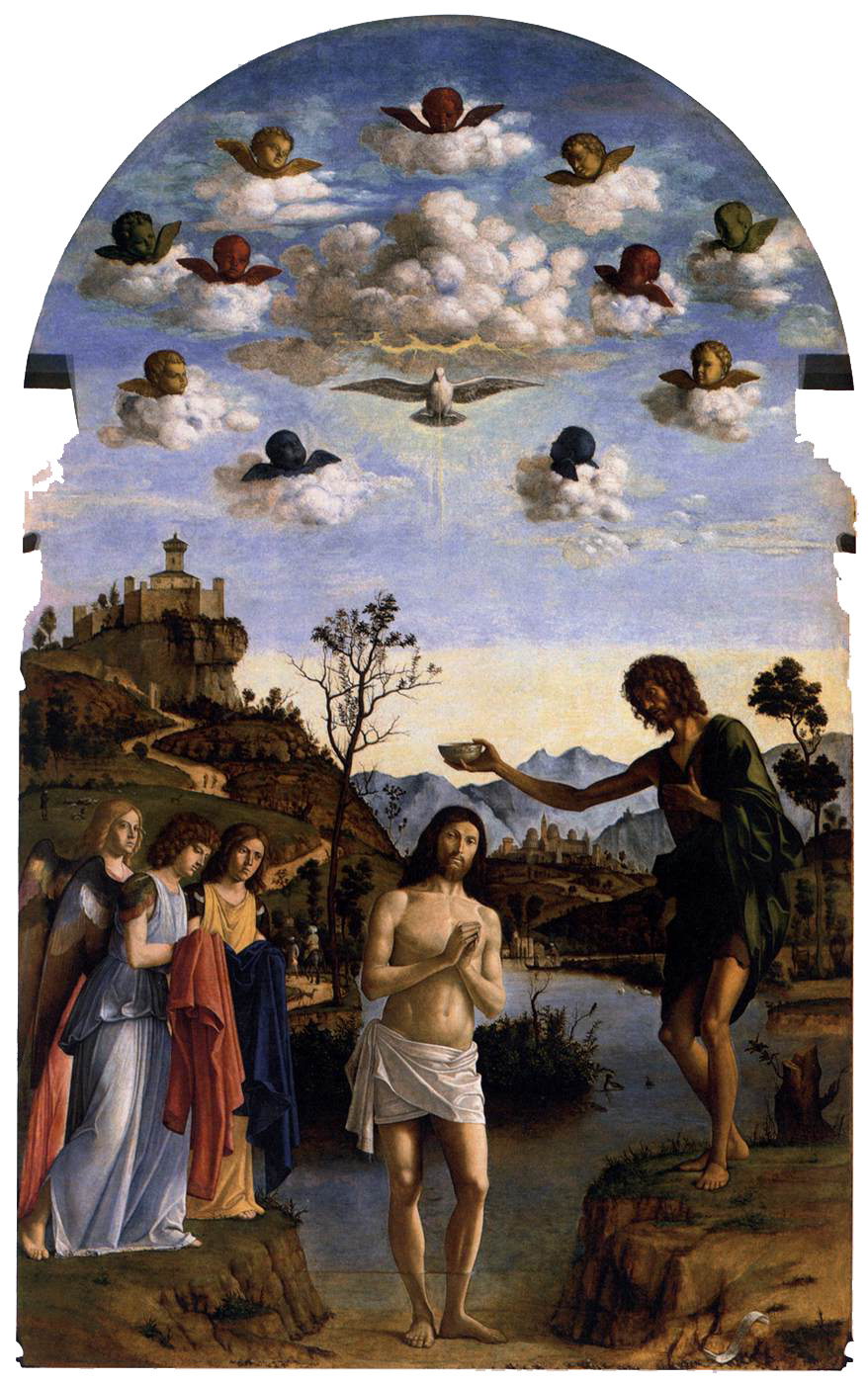
Крещение Христа. 1493-1494. Церковь Сан-Джованни в Брагоре, Венеция
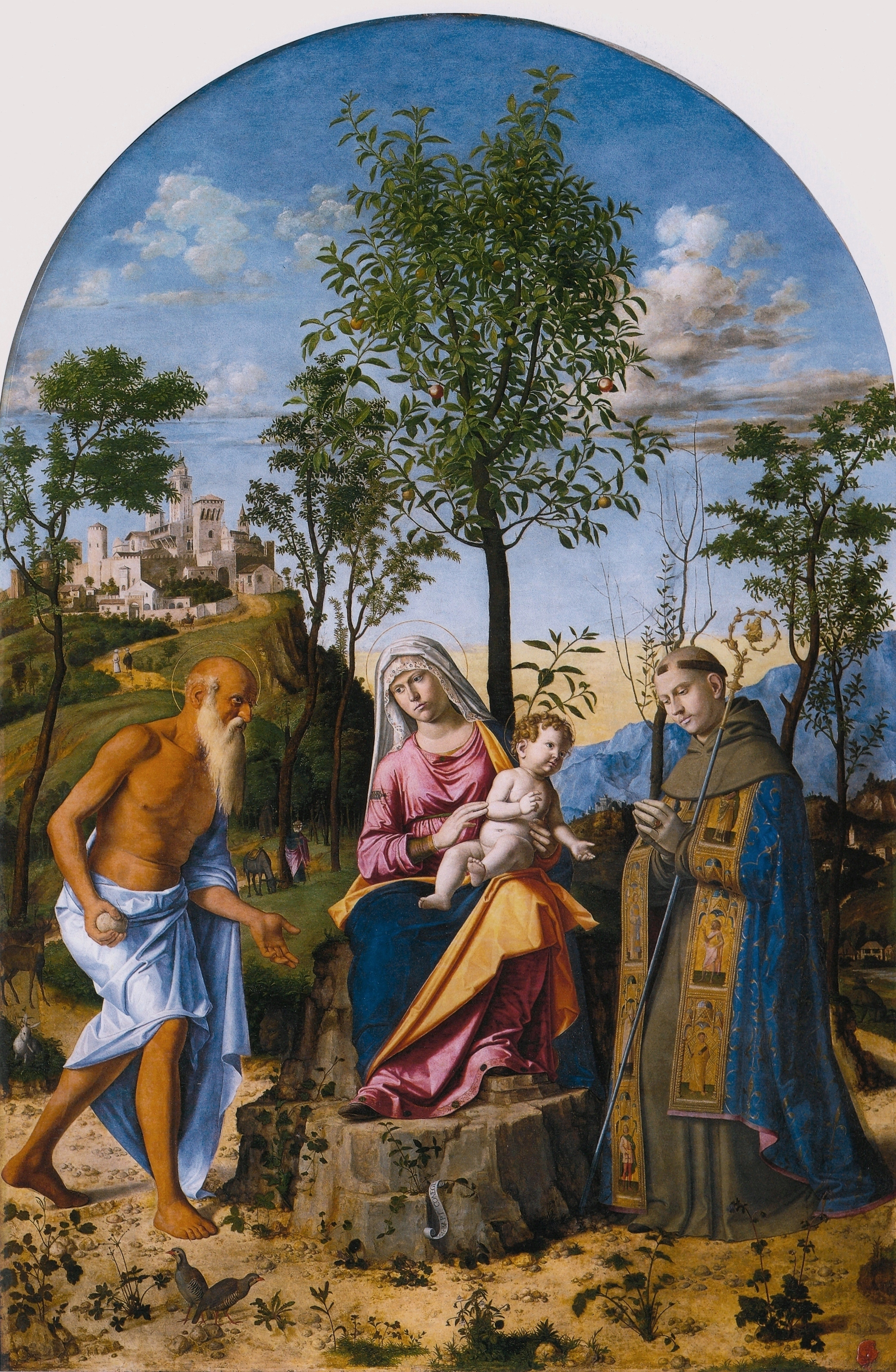
Мадонна с апельсиновым деревом (Мадонна с Младенцем и святыми Иеронимом, Людовиком Тулузским. 1497-1498. Галерея Академии, Венеция
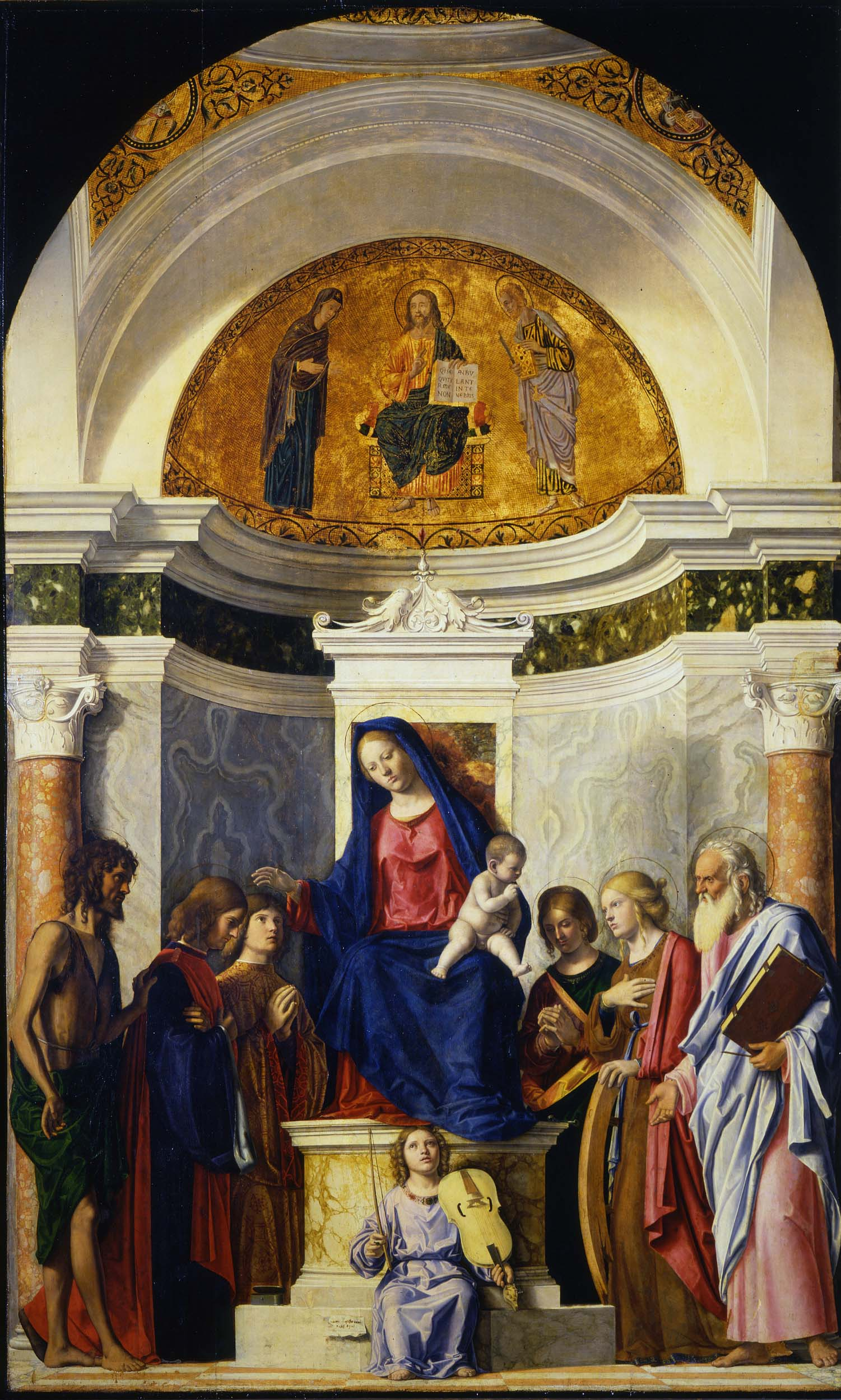
Мадонна с Младенцем и святыми. 1498-1500. Национальная пинакотека, Парма
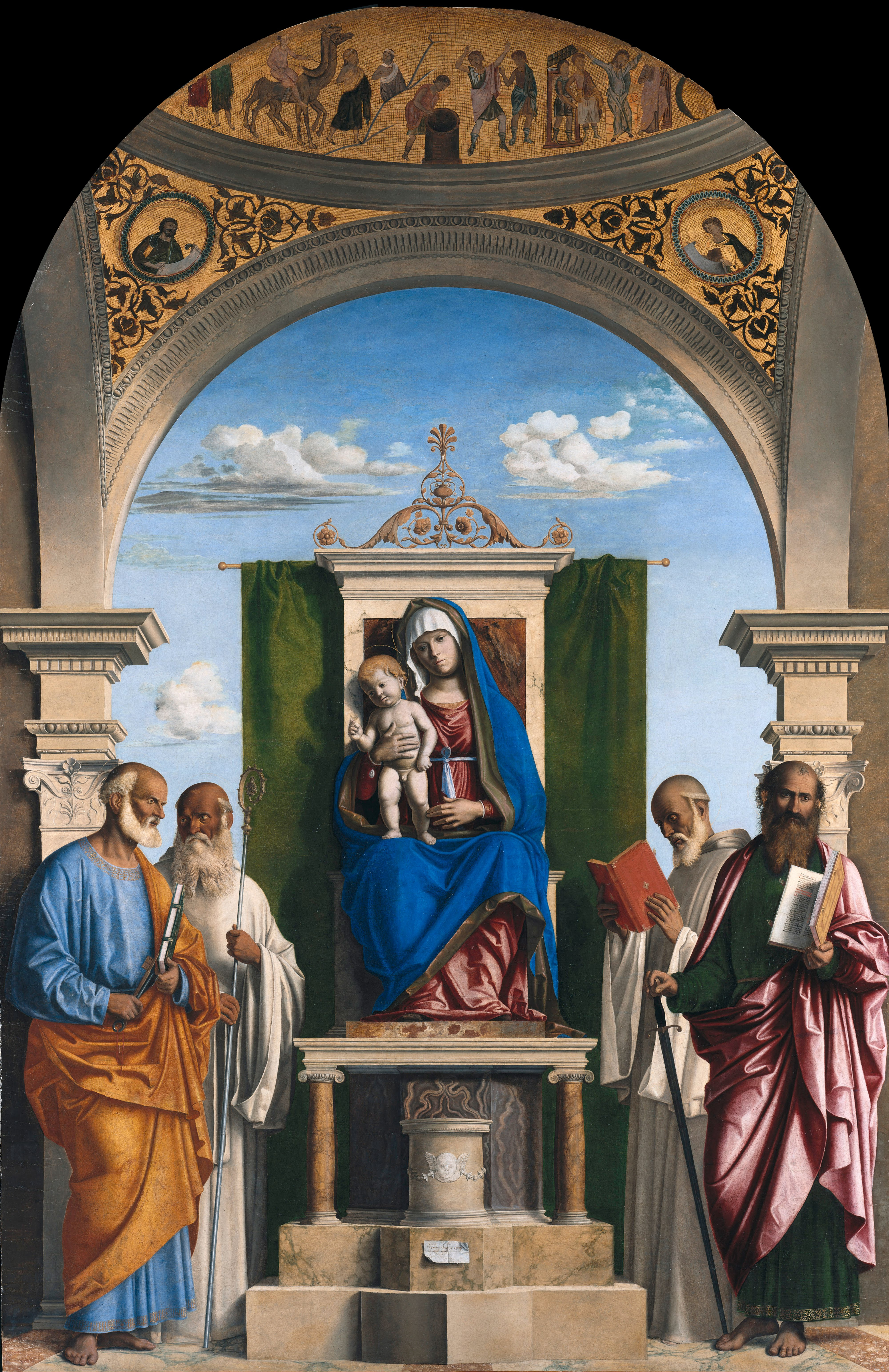
Мадонна с Младенцем, святыми Петром, Ромуальдом, Бенедиктом и Павлом. 1504. Берлинская картинная галерея
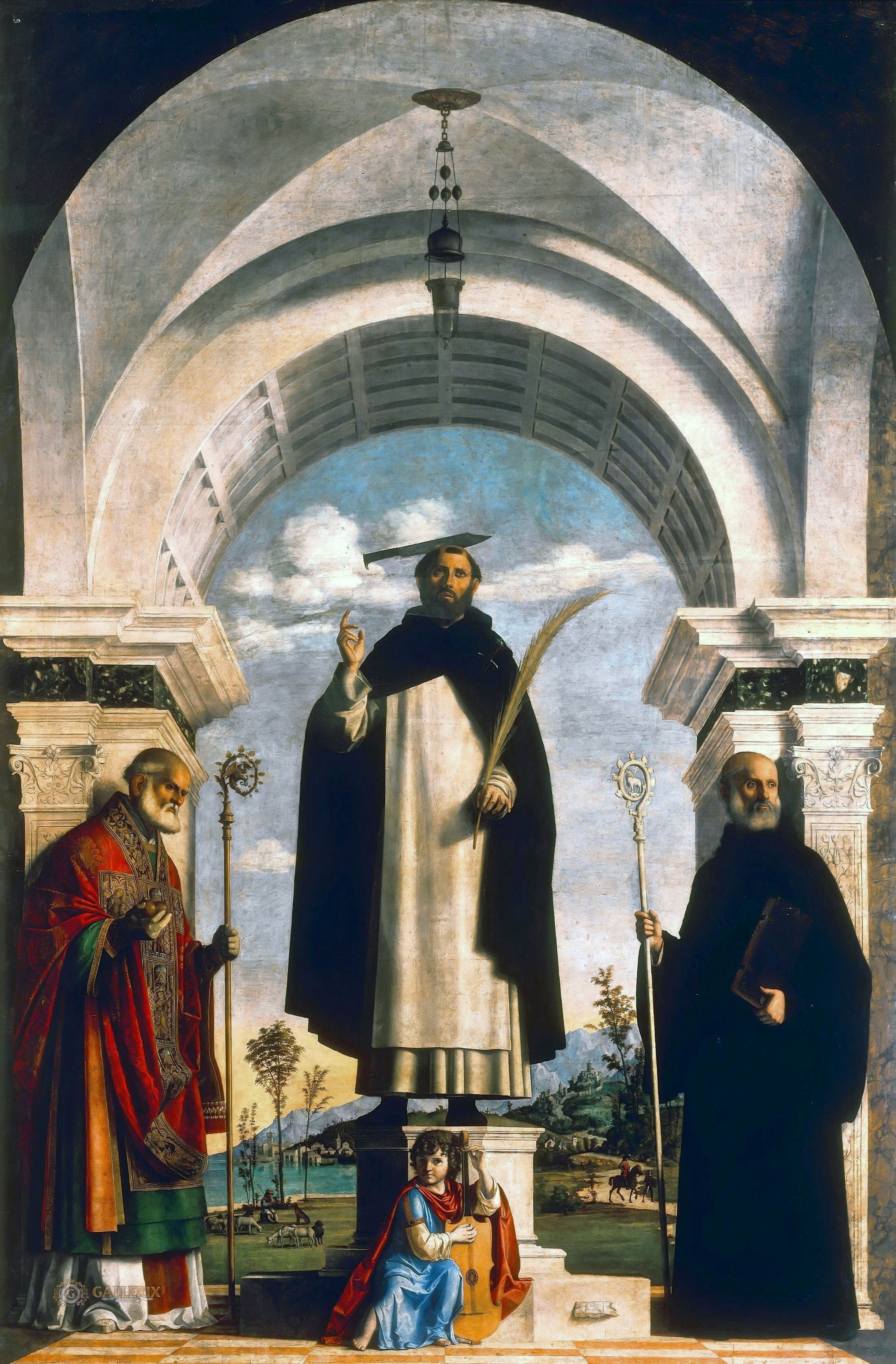
Св. Пётр-мученик со святыми Николаем и Бенедиктом. 1505-1506. Галерея Брера, Милан

### Поясные «Святые собеседования»

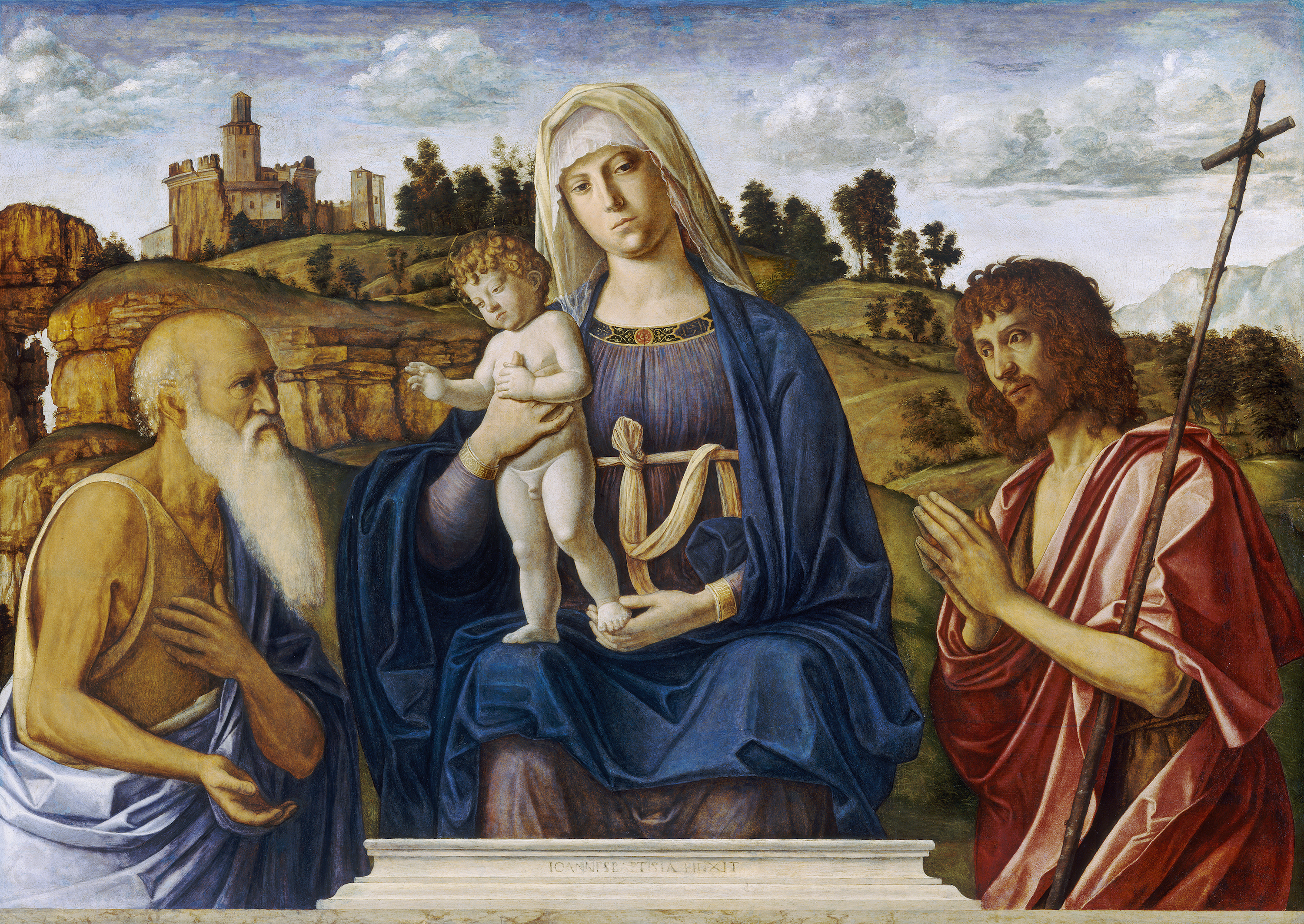
Мадонна с Младенцем, святыми Иеронимом и Иоанном Крестителем. 1492—1495. Национальная галерея искусства, Вашингтон. Вероятно, это лучшее «Святое собеседование» Чимы из потока подобной продукции, так как здесь он не поленился за спинами святых написать более тщательно проработанный пейзаж

Эти картины, на которых изображалась Мадонна с младенцем в окружении святых-покровителей, своим молчаливым видом подчеркивающих атмосферу сакрального таинства, обычно писались для домов богатых горожан. Традиция такого типа картин шла от Доменико Венециано и Бартоломео Виварини, но была развита Джованни Беллини и Чимой да Конельяно.

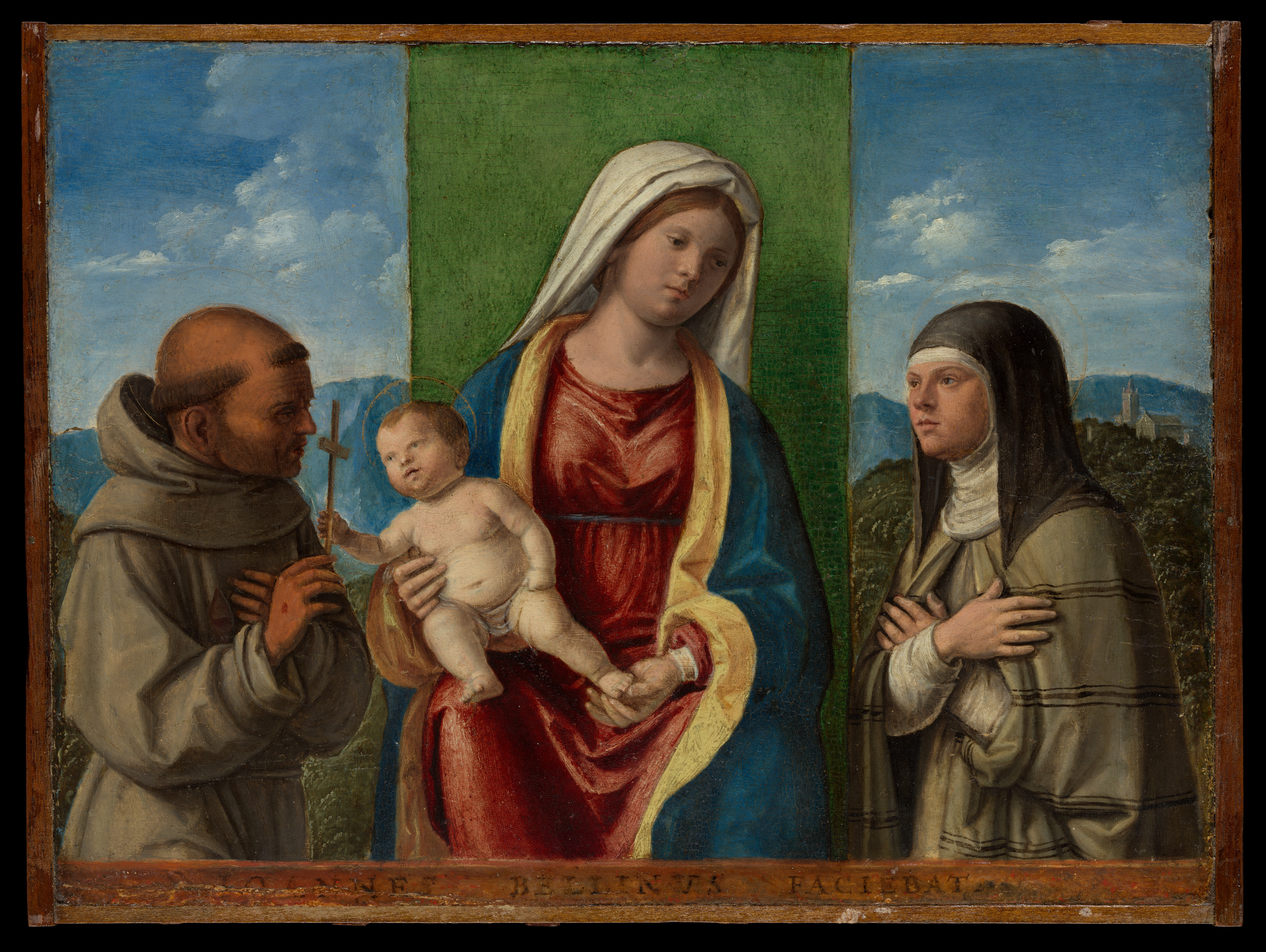
Мадонна с Младенцем, святыми Франциском и Кларой. 1492-1495.  Музей-Метрополитен, Нью-Йорк
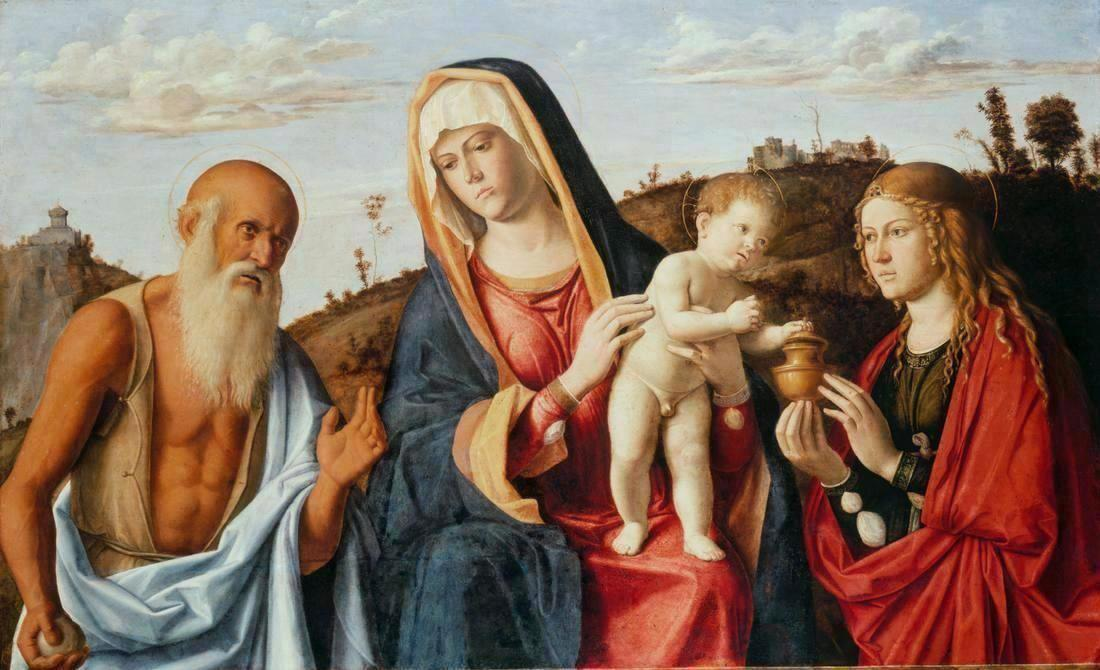
Мадонна с Младенцем, святыми Иеронимом и Марией Магдалиной. Ок. 1495. Старая пинакотека, Мюнхен
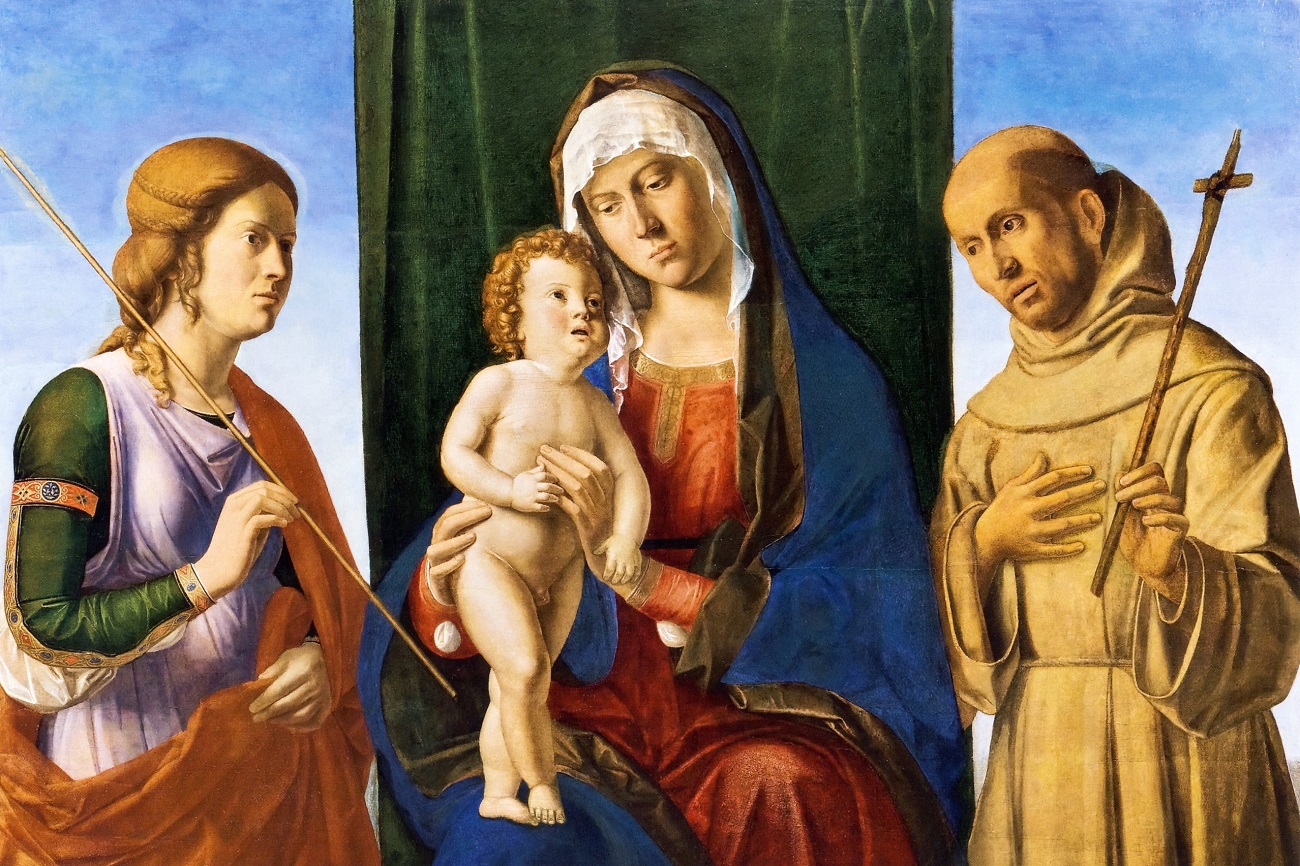
Мадонна с Младенцем, святыми Урсулой и Франциском. Ок. 1495. Коллекция живописи Нивагаард, Нива, Дания.
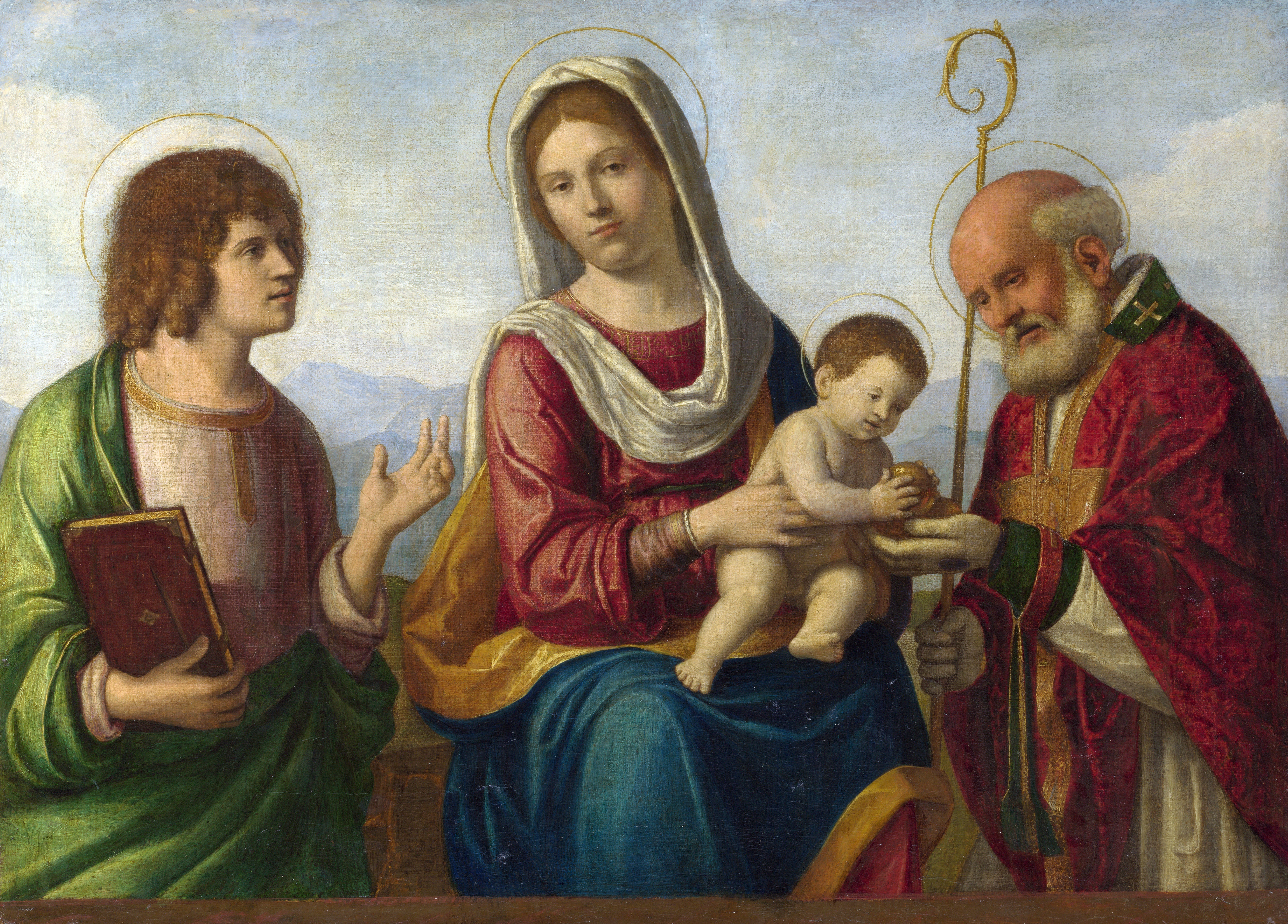
Мадонна с Младенцем, Иоанном Богословом и святым Николаем Барийским. 1513-1518. Национальная галерея. Лондон
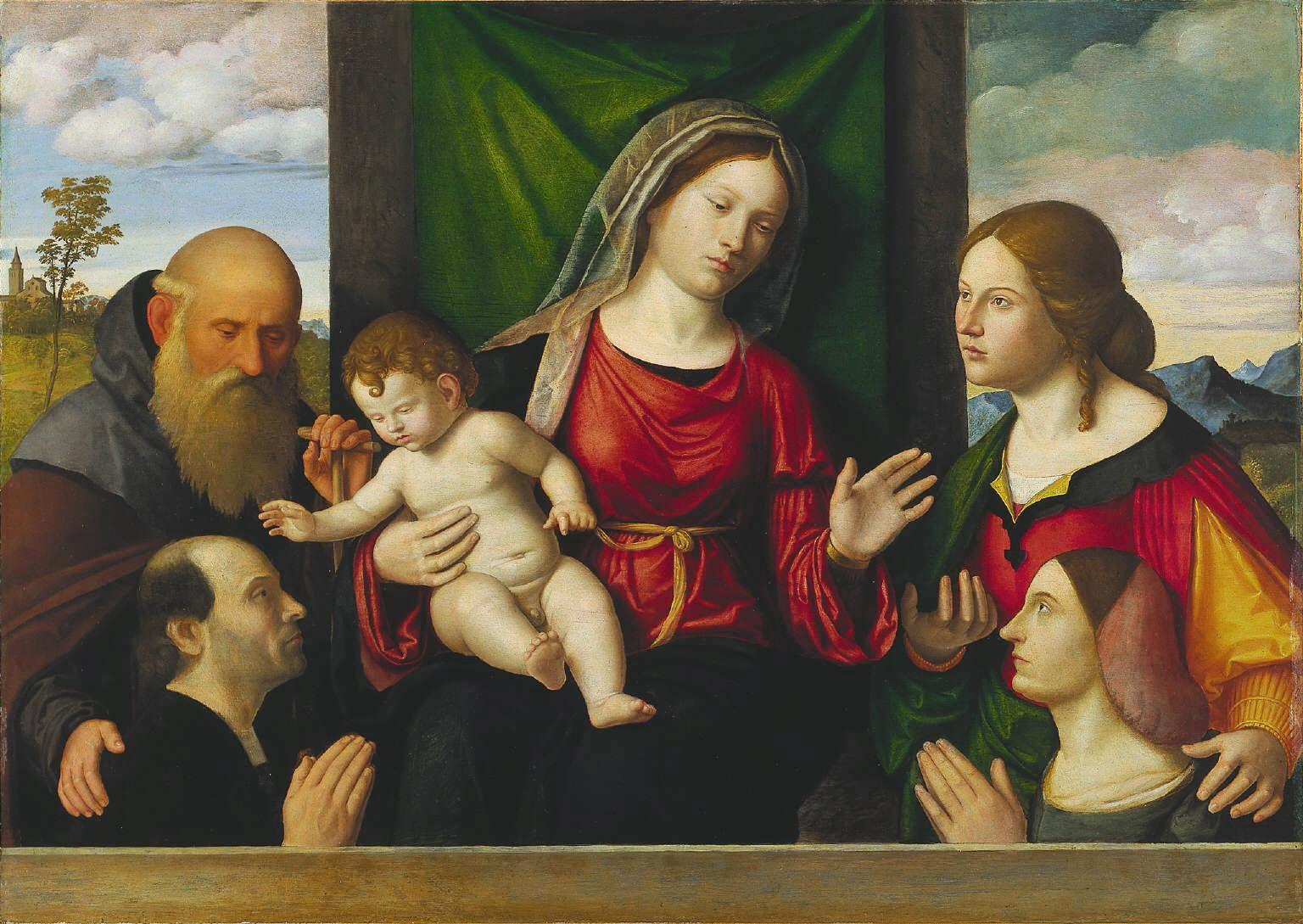
Мадонна с Младенцем, святыми и донаторами. Ок. 1515. Музей искусства, Кливленд
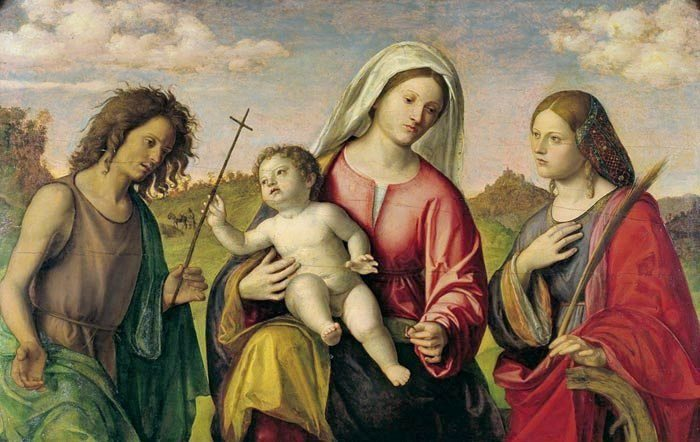
Мадонна с Младенцем, святыми Екатериной и Иоанном Крестителем. Ок. 1515. Библиотека Моргана, Нью-Йорк

### Отдельные библейские сюжеты

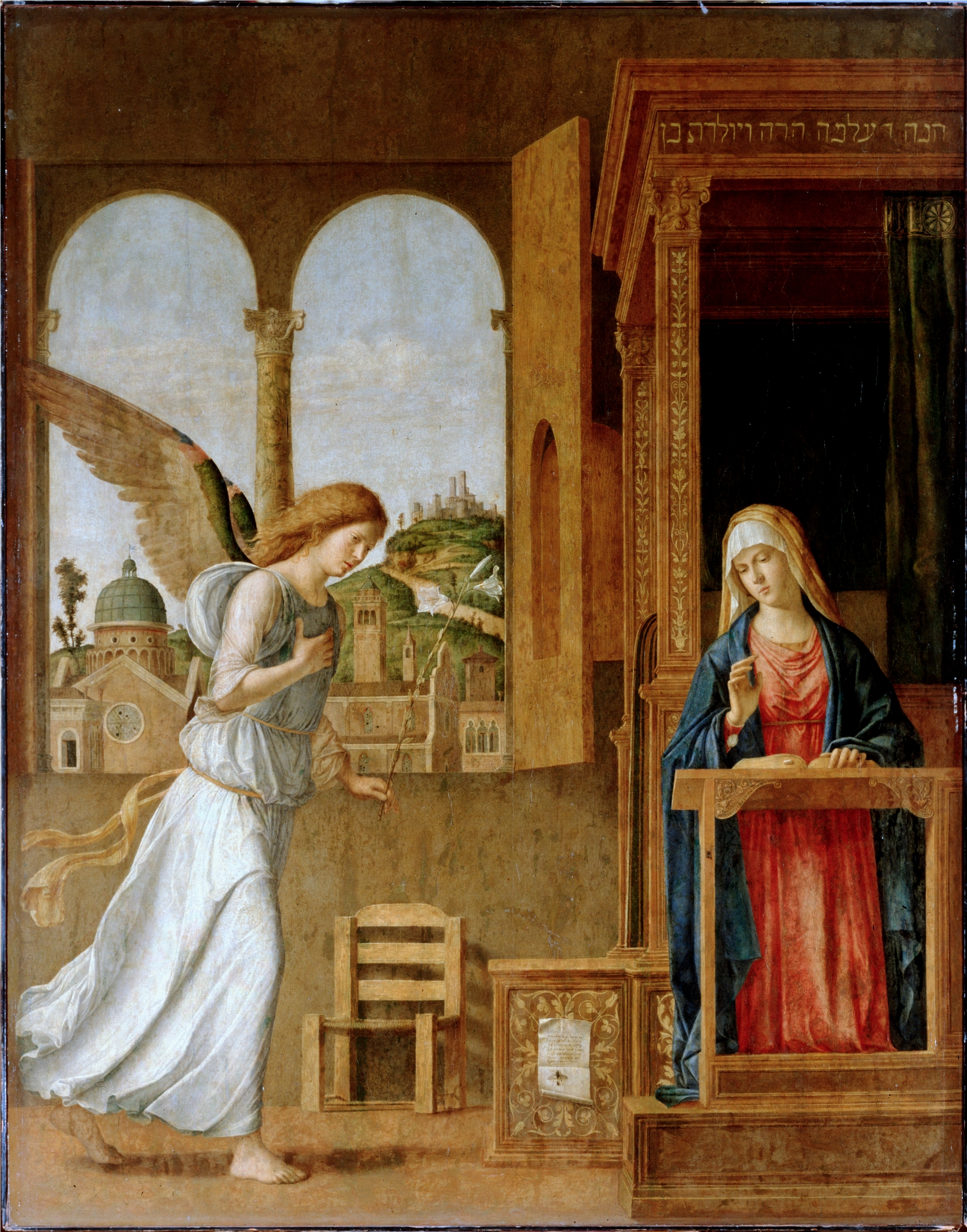
Благовещение. Ок. 1495. Государственный Эрмитаж, Санкт Петербург. Заказчиками картины были луккские беженцы в Венеции — члены гильдии шёлковых дел. Картина предназначалась для гильдейской капеллы в венецианской церкви Санта Мария деи Кроче кьери. Фактически картина является центральной частью алтарного триптиха, на боковых створках которого были изображены Св. Себастьян и Св. Марк (ныне в Лондонской национальной галерее). За надписью на древнееврейском («Се Дева во чреве примет и родит сына», Исайя) художник обратился к местной еврейской общине

Сохранился ряд работ Чимы, в которых он даёт свою интерпретацию библейских и евангельских сюжетов: «Давид с головой Голиафа», «Ангел и Товий», «Введение Марии во храм», «Благовещение», «Отдых на пути в Египет», «Христос среди книжников», «Снятие с креста», «Оплакивание», и т. д. В этих добротных работах художник не придумывает неожиданных решений, но опирается на предшествующую изобразительную традицию. Например, сцену «Введения Марии во храм» (Дрезден, Галерея) он изобразил, повторив схему, придуманную Витторе Карпаччо. Но в 1502 году уже сам Карпаччо в своей работе «Призвание апостола Матфея» (Скуола ди Сан-Джорджо дельи Скьявони, Венеция) копирует композицию Чимы да Конельяно «Излечение Аниана апостолом Марком» (1499 г., Государственные музеи, Берлин), которая была одной из четырёх в серии картин, посвящённых покровителю Венеции св. Марку, написанных разными художниками. К лучшим произведениям в этом разделе относят «Благовещение» из Государственного Эрмитажа, Санкт Петербург: в подтверждение высочайшего качества своей работы, мастер на ножке генуфлектория Девы Марии нарисовал муху, что считают намёком на легенду о древнегреческом художнике Апеллесе, соперник которого в отчаянии выбросил кисть, после того, как Апеллес безукоризненно изобразил муху.

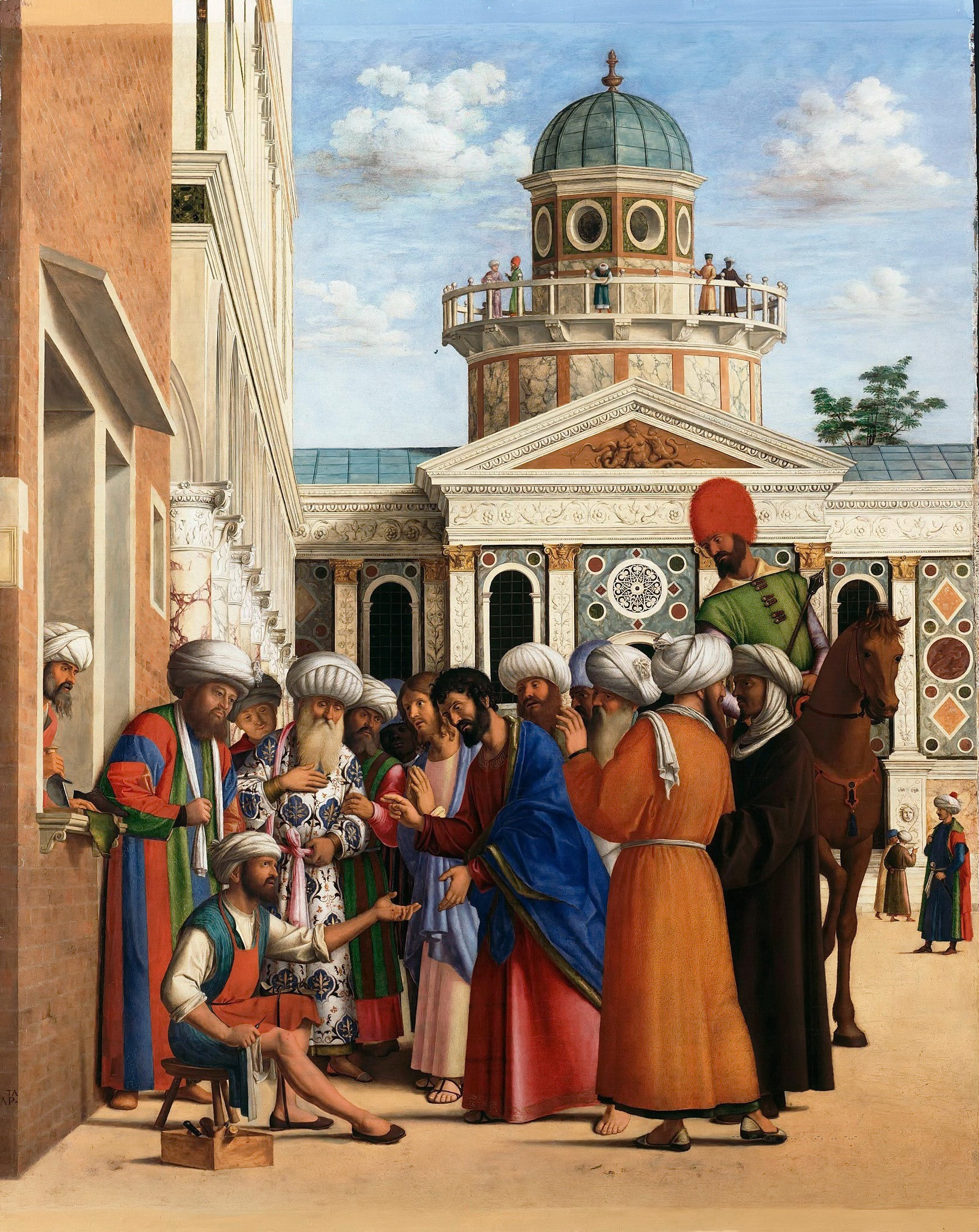
Излечение Аниана апостолом Марком. 1498. Берлинская картинная галерея
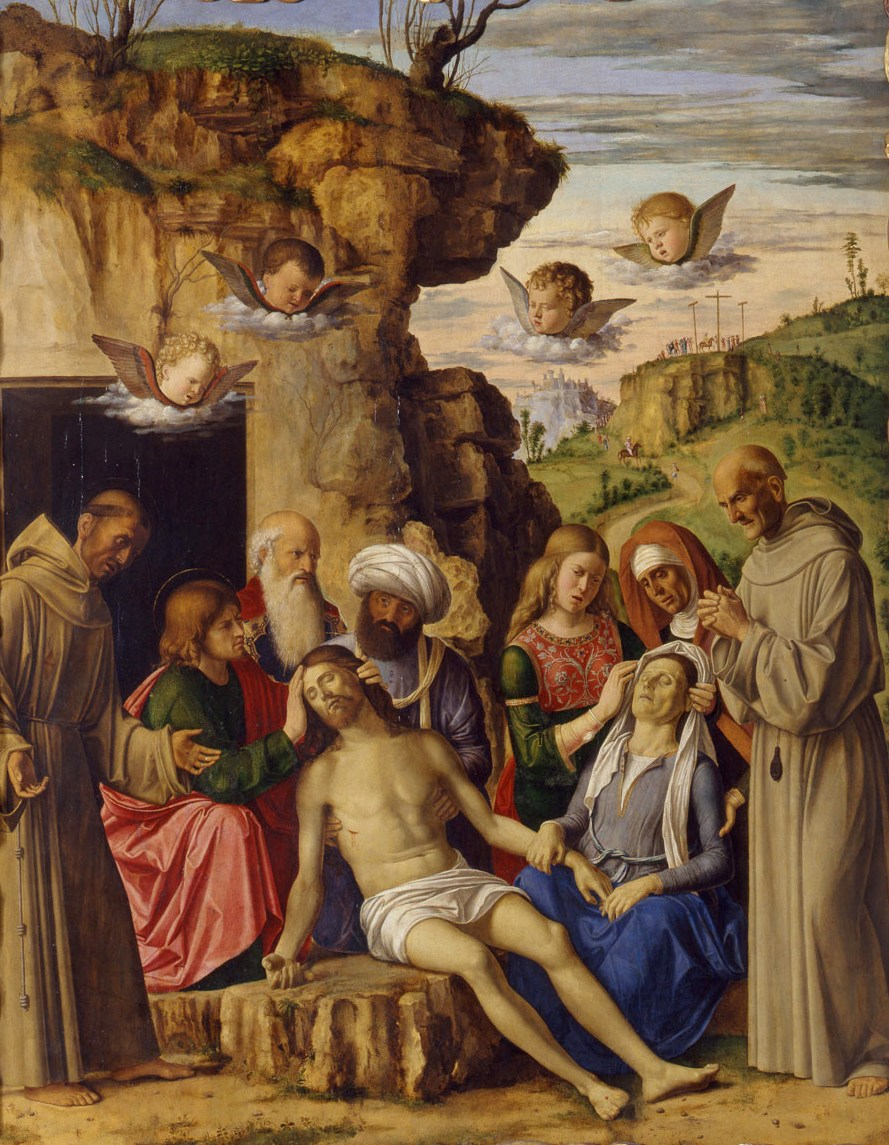
Оплакивание Христа. Ок. 1495-1497. Галерея Эстензе, Модена
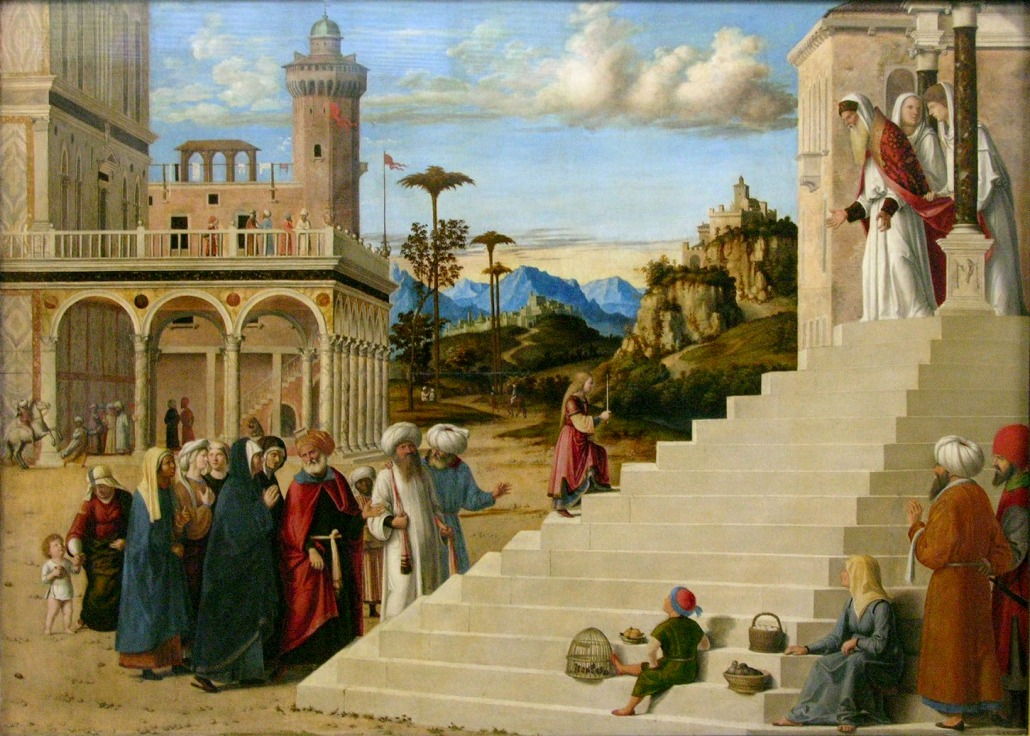
Введение Марии во храм. 1496-1497. Галерея старых мастеров, Дрезден
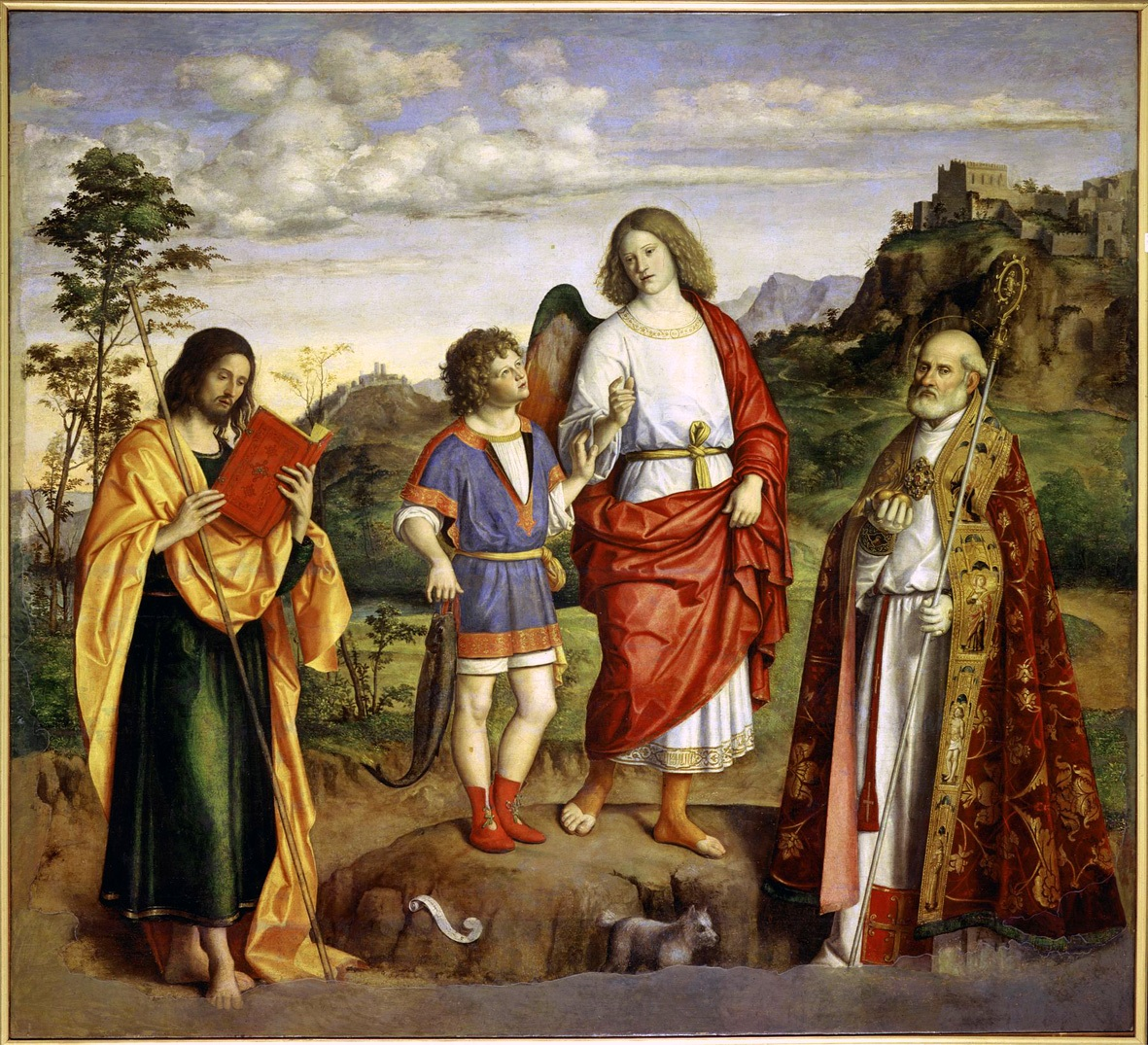
Архангел Рафаил и Товий со святыми Иаковом и Николаем. Галерея Академии, Венеция
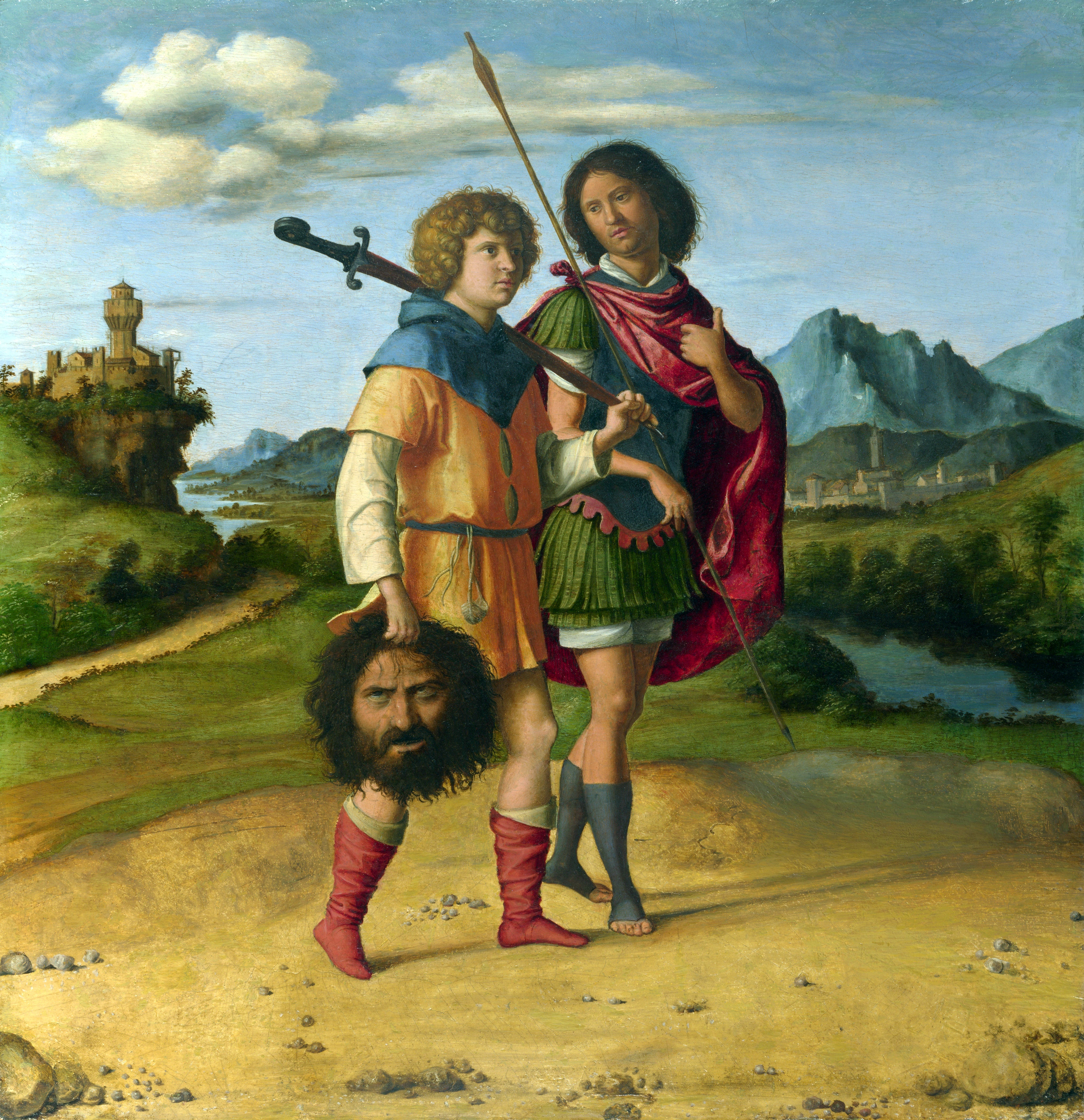
Ионафан и Давид с головой Голиафа. 1505-1510. Национальная галерея, Лондон
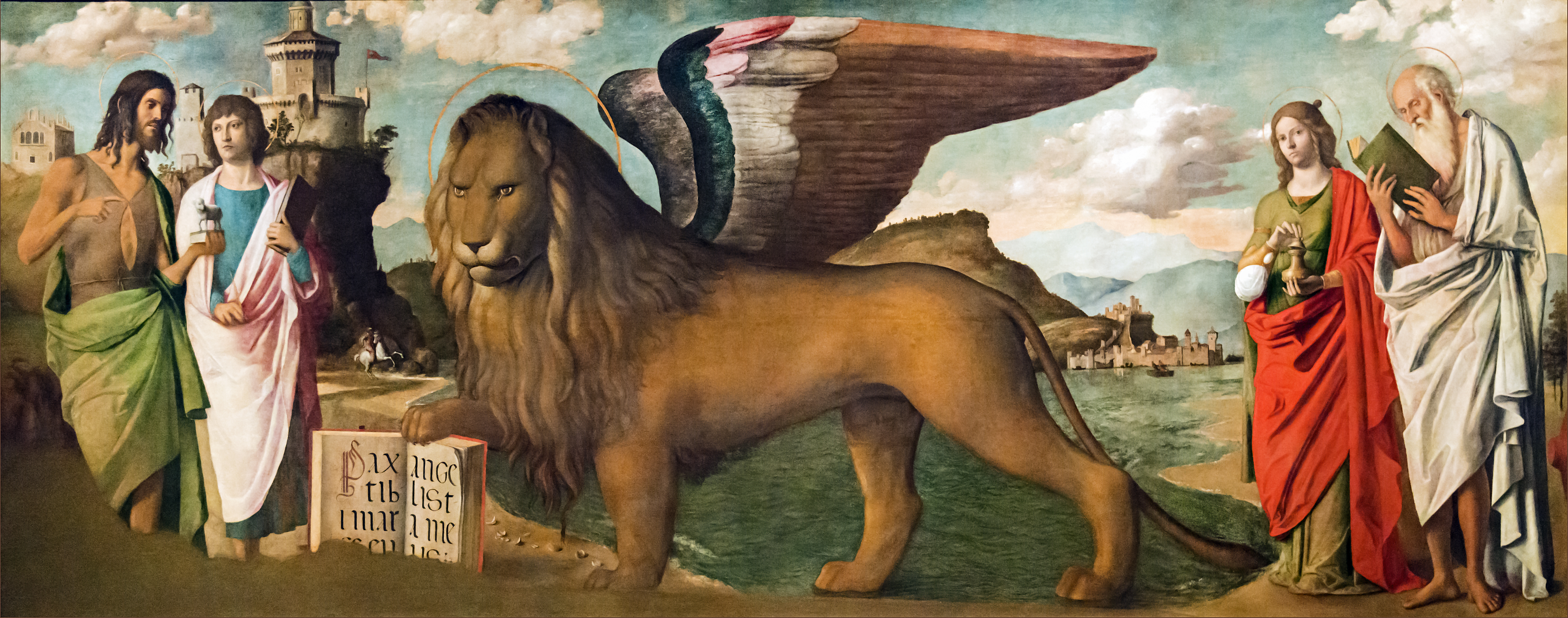
Лев св. Марка с Иоанном Крестителем, Иоанном Богословом, Марией Магдалиной и св. Иеронимом. 1506-1508. Галерея Академии, Венеция

### Святой Иероним

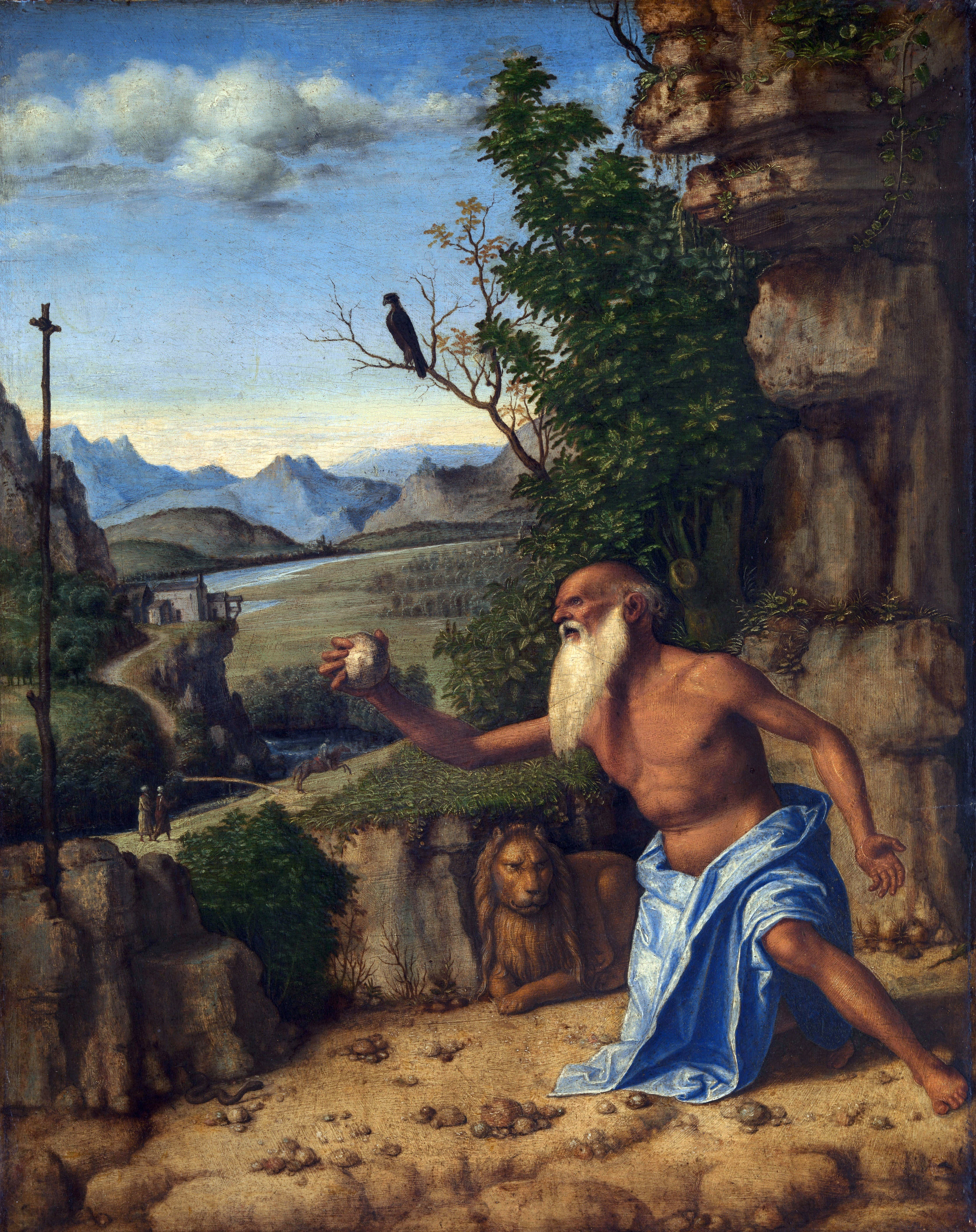
Св. Иероним. 1505-1510. Национальная галерея, Лондон

Св. Иероним был переводчиком Библии на латынь и почитается в христианстве как символ высочайшего интеллекта. Именно эта особенность импонировала тем художникам Ренессанса, которые не были чужды книжной мудрости и философскому взгляду на жизнь: они изображали его с книгами в келье, или истово молящимся Богу. Чима да Конельяно неоднократно обращался к теме святого Иеронима, однако, судя по всему, эта тема привлекала его прежде всего возможностью поупражняться в изображении обширного величественного пейзажа.

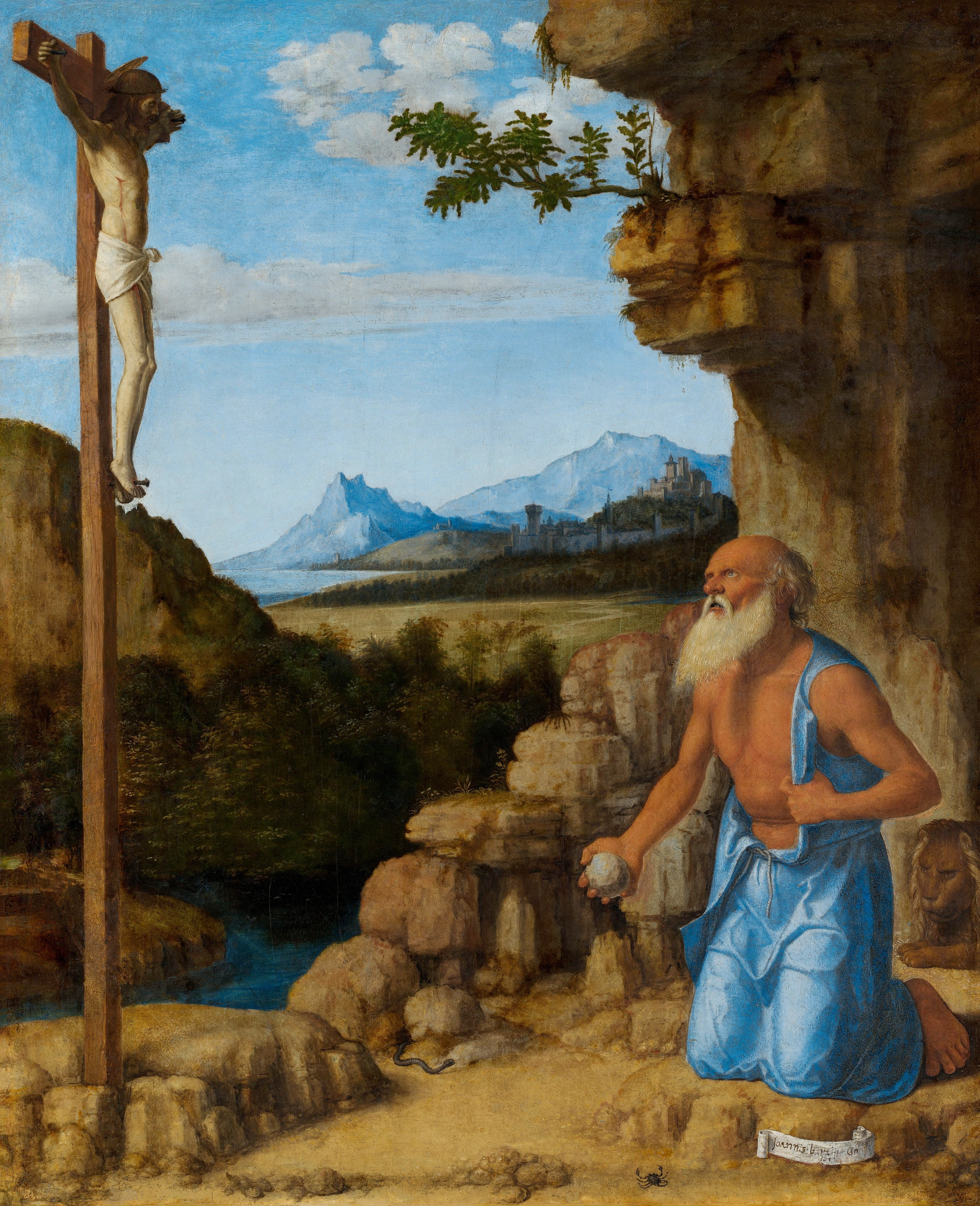
Св. Иероним. 1500-1505. Национальная галерея искусства, Вашингтон
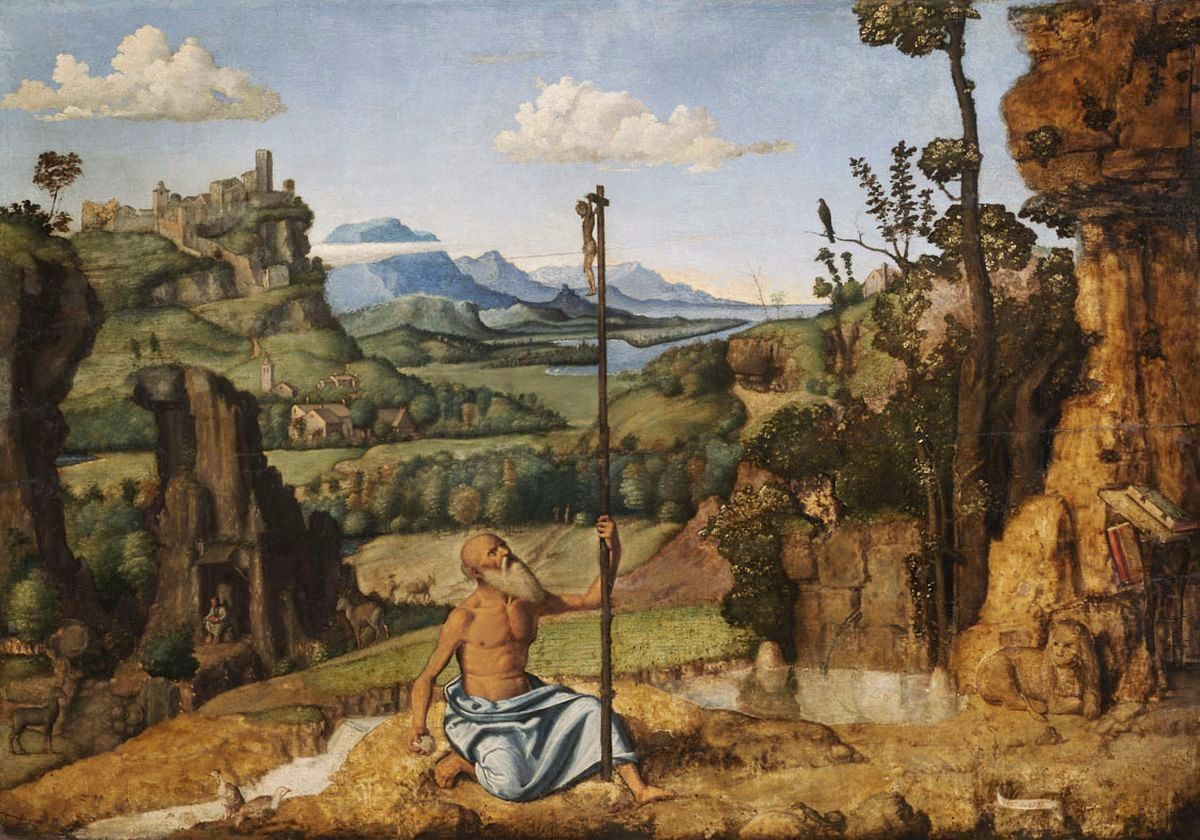
Св. Иероним. Ок. 1495. Музей изящных искусств, Будапешт
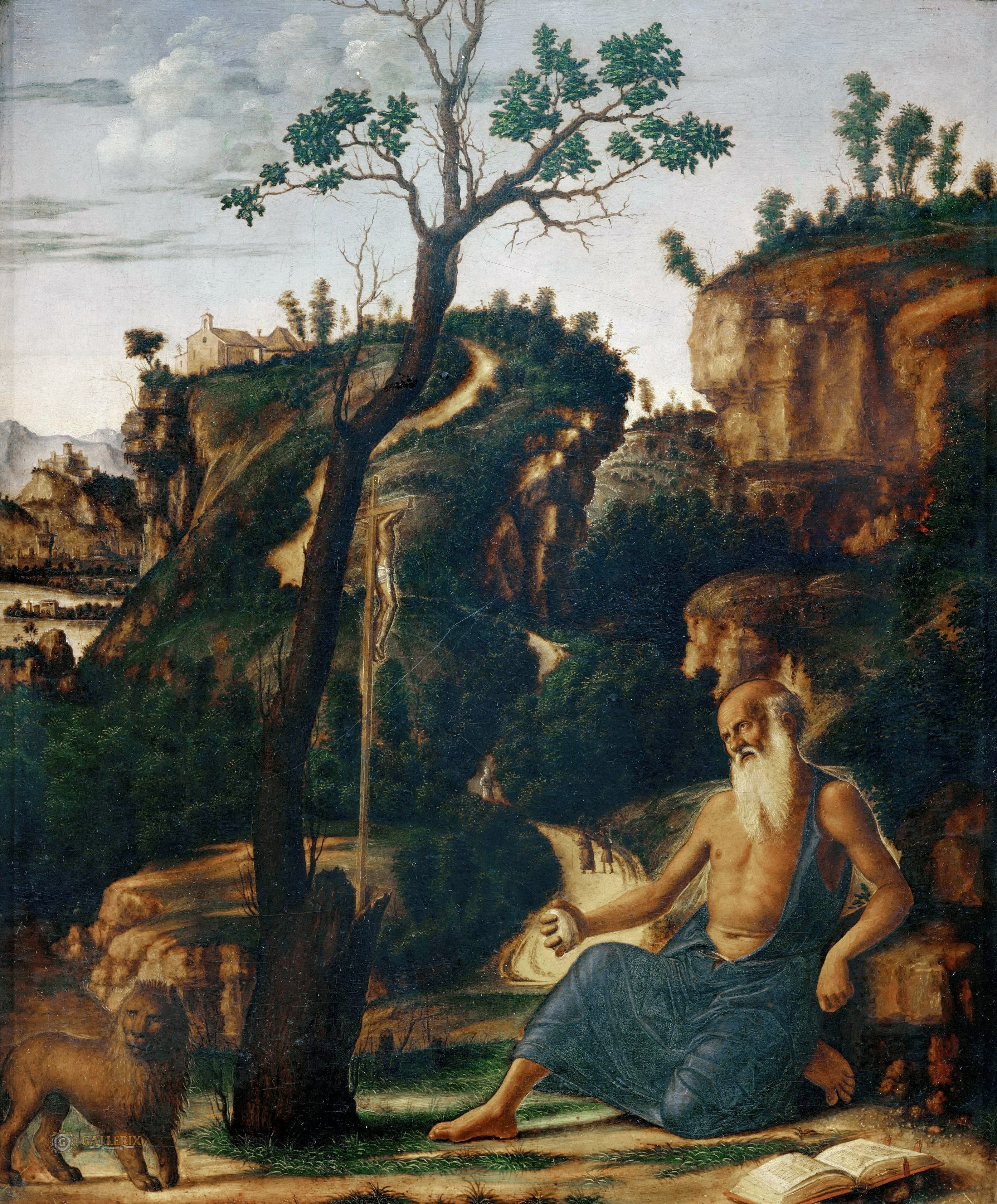
Св. Иероним. Ок. 1495. Галерея Брера, Милан
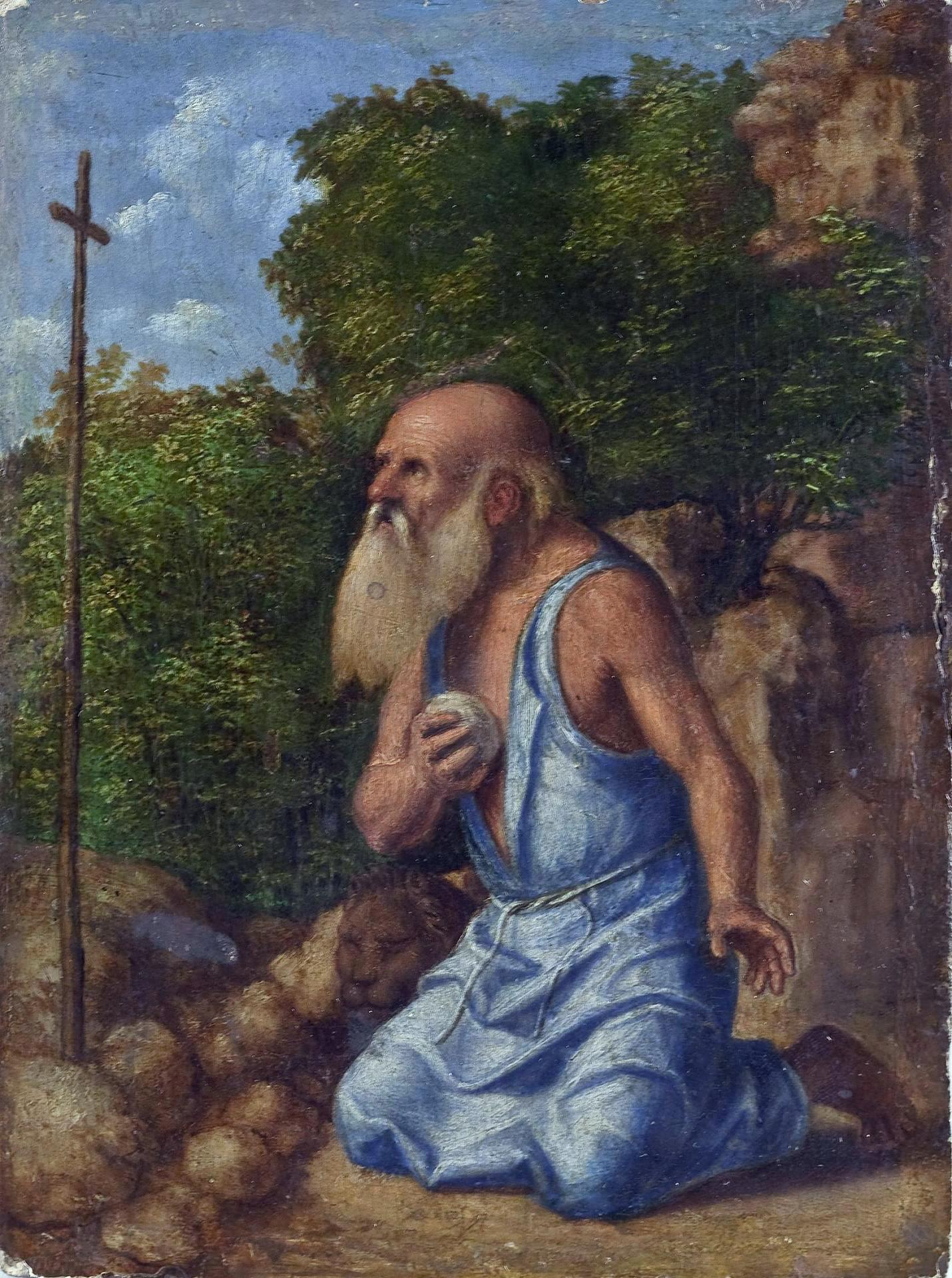
Св. Иероним. Ок. 1500. Государственный Эрмитаж, Санкт Петербург
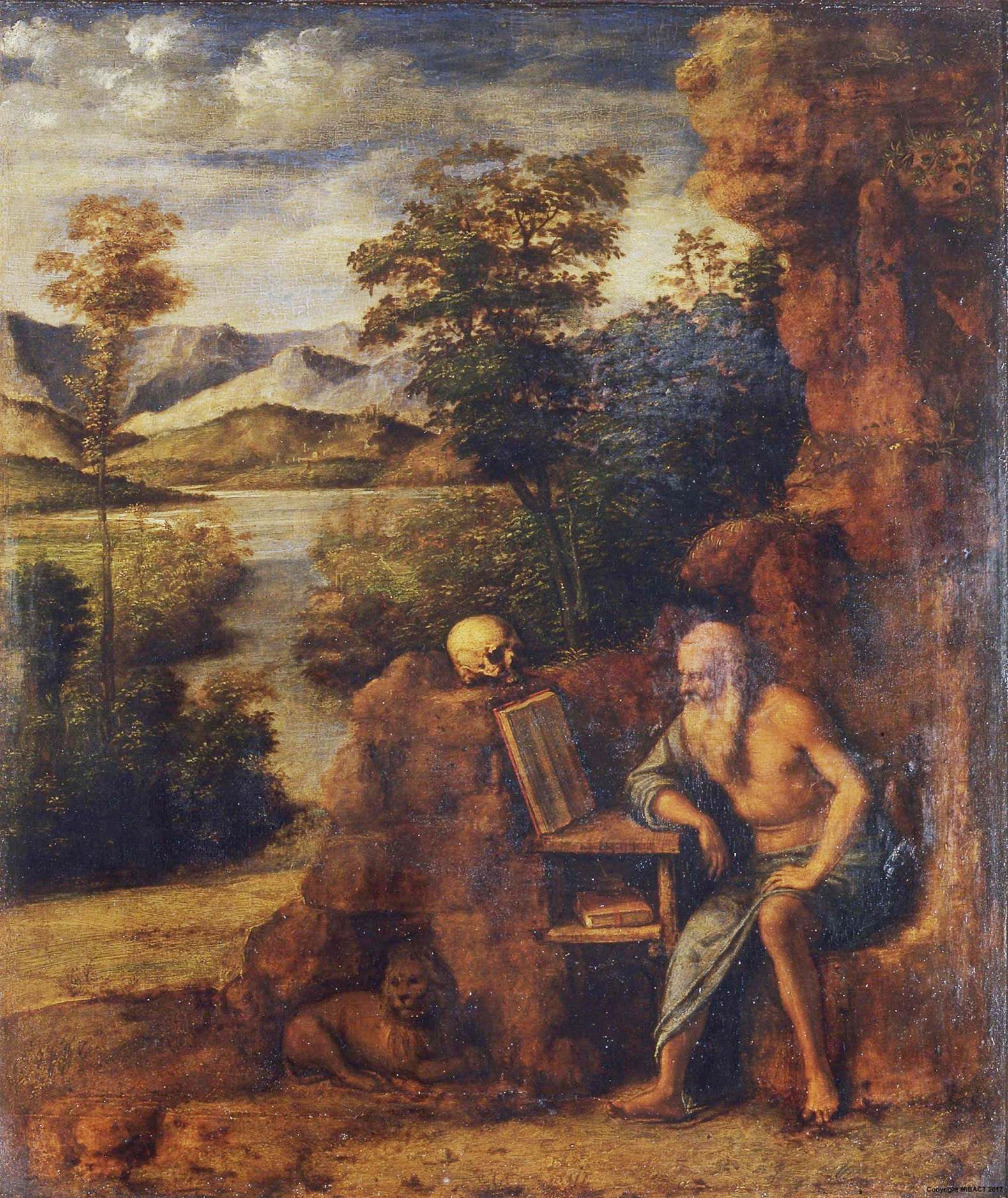
Св. Иероним. 1510-1520. Галерея Питти, Флоренция

### Мифологические сюжеты

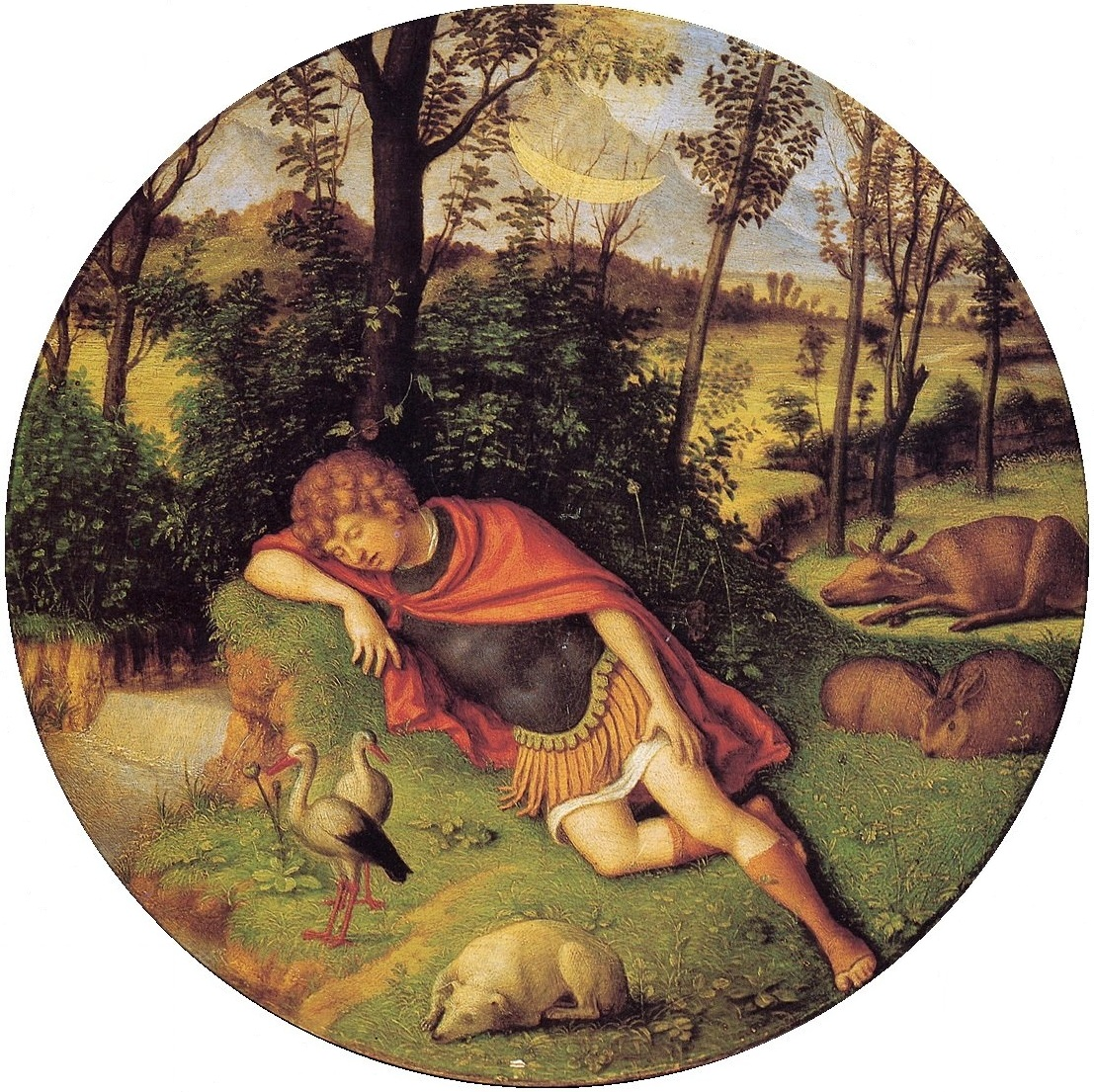
Сон Эндимиона. Национальная галерея, Парма. Вместе с парной картиной «Суд Мидаса» из той же галереи это тондо когда-то украшало сундук-кассоне или клавишный музыкальный инструмент

Несмотря на то, что основной корпус работ художника составляют произведения с религиозной тематикой, принадлежность Чимы да Конельяно гуманистической культуре Венеции ни у кого не вызывает сомнений. Известно, что он принадлежал кругу друзей Альда Мануция, выдающегося гуманиста и издателя, друга Пико делла Мирандолы. В картинах для церковных алтарей Чимы да Конельяно ощущается влияние греко-римской классики (в частности, лица святых и повороты голов в три четверти напоминают греческие мраморные рельефы). Сохранились также его произведения на темы античной мифологии, однако, это в основном небольшие работы, которые раньше украшали сундуки-кассоне или какие-то иные предметы домашнего обихода.

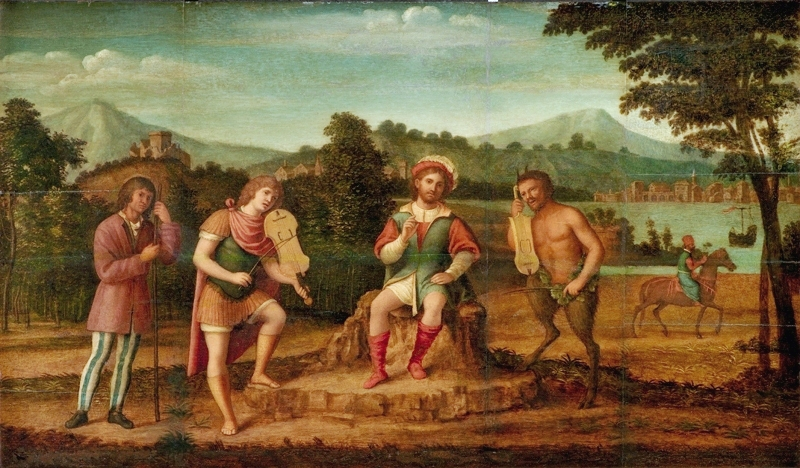
Суд Мидаса. Государственный музей искусства, Копенгаген
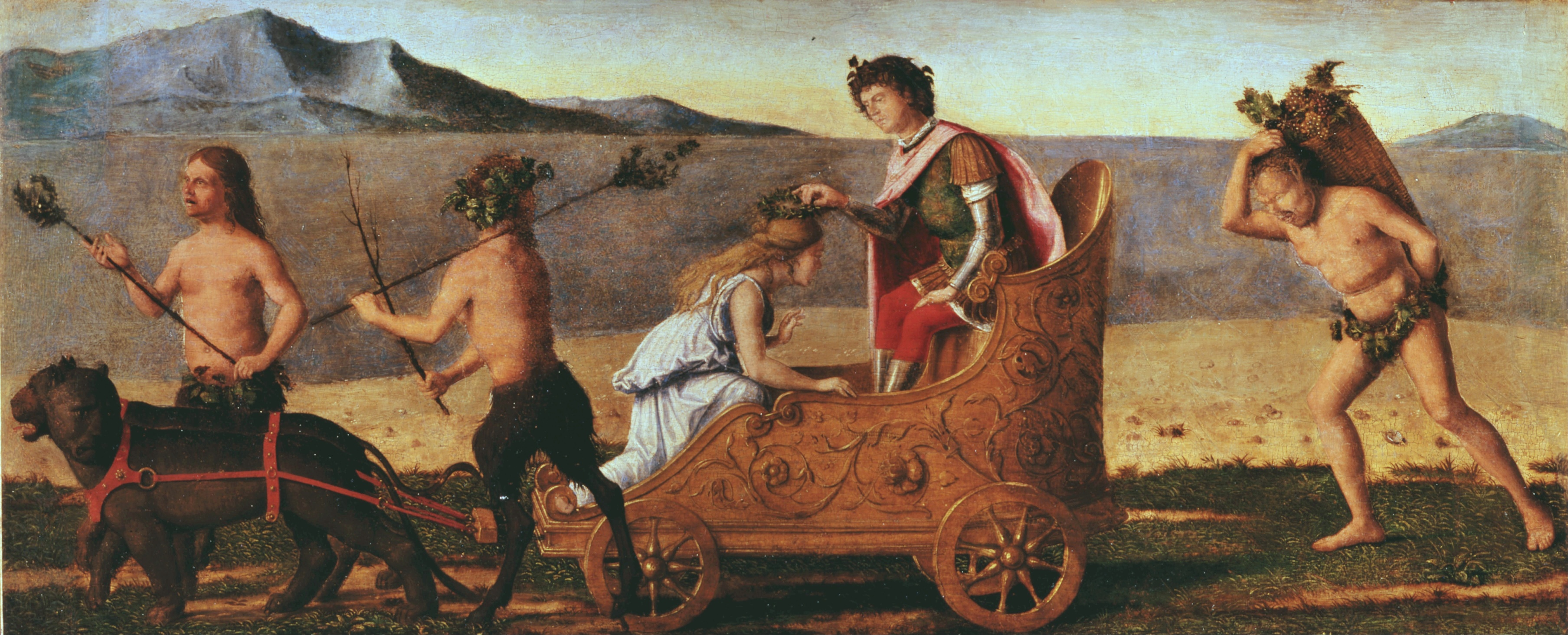
Свадьба Вакха и Ариадны. Музей Польди-Пеццоли, Милан
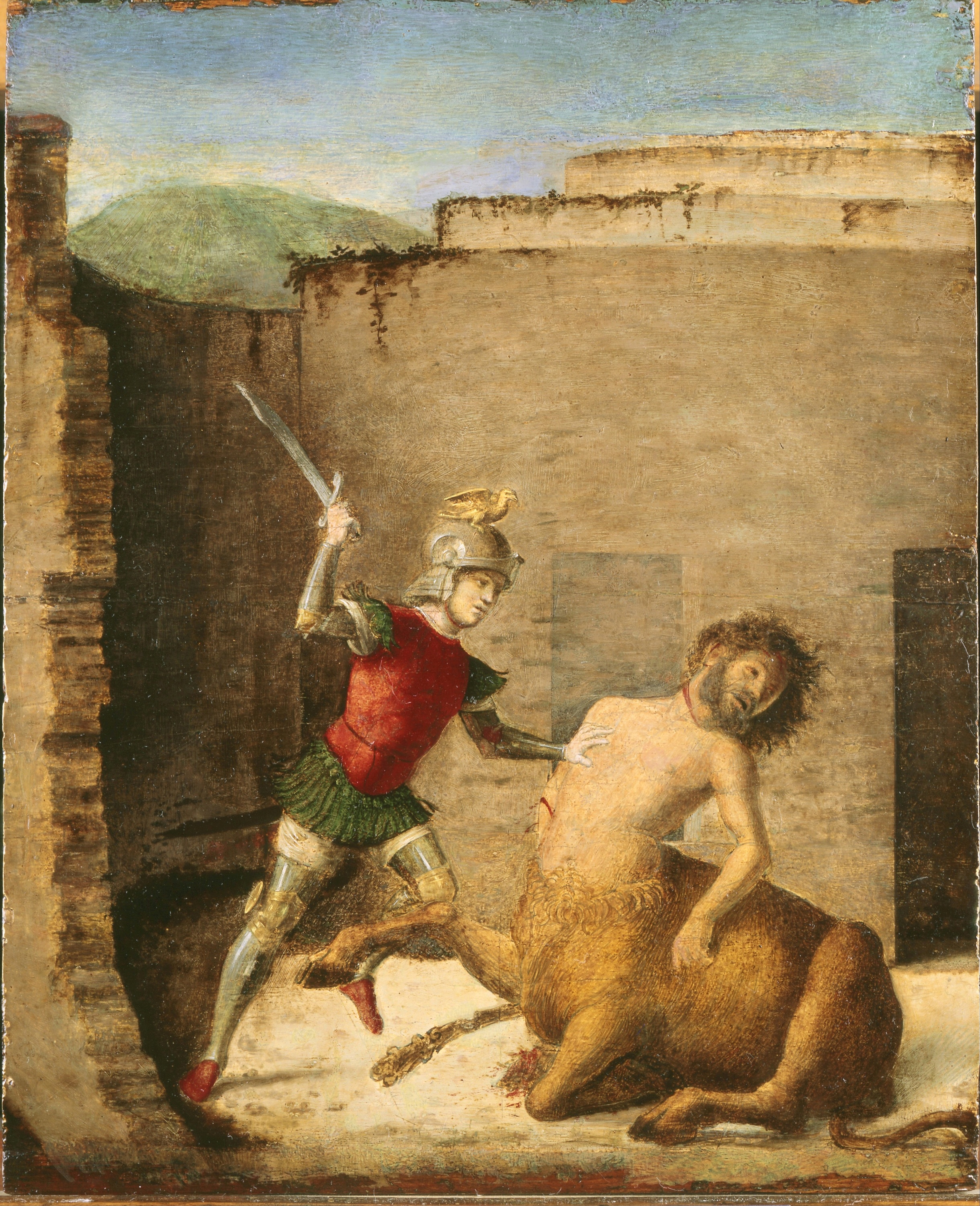
Тесей, убивающий минотавра. Музей Польди-Пеццоли, Милан
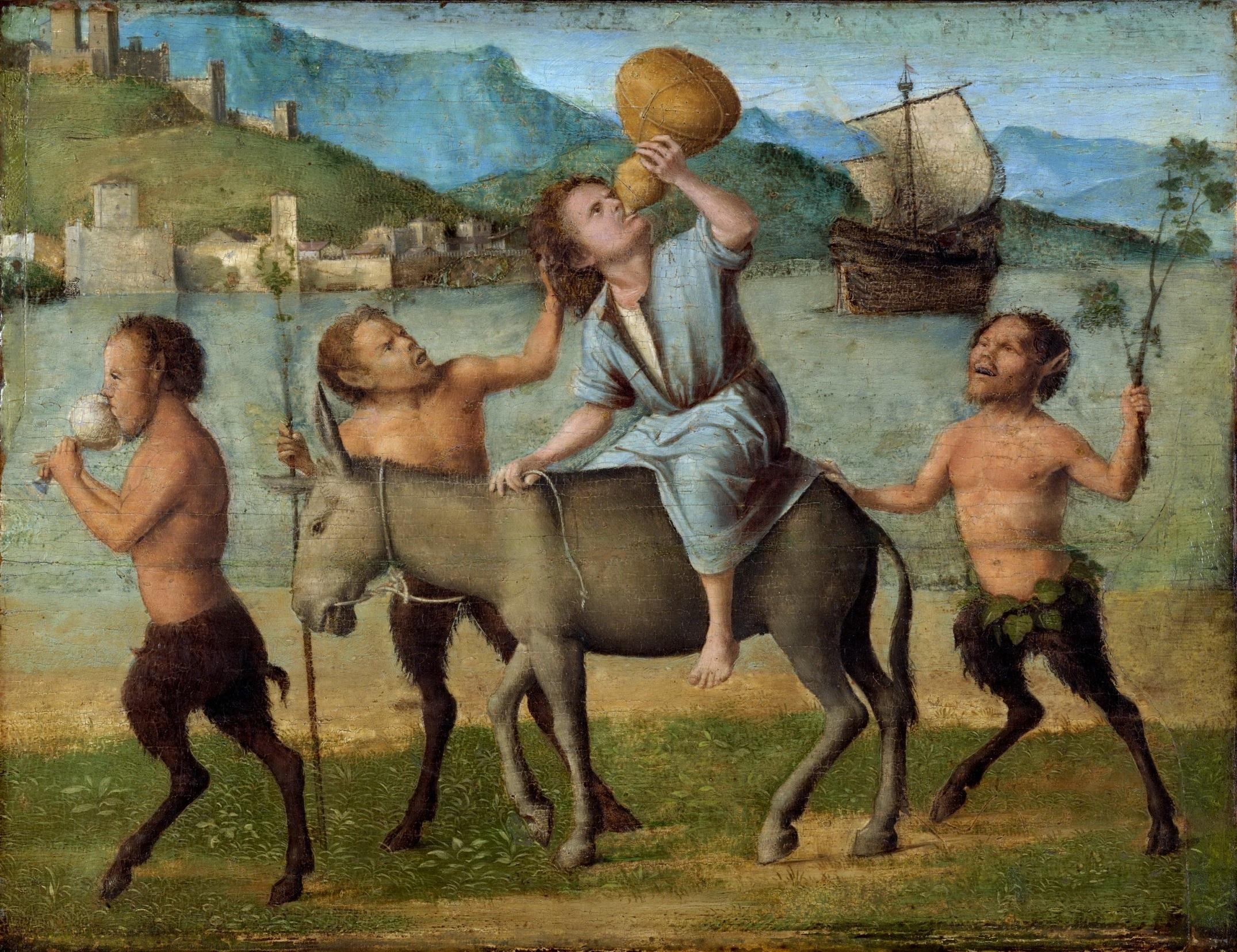
Сатиры. Музей искусства, Филадельфия
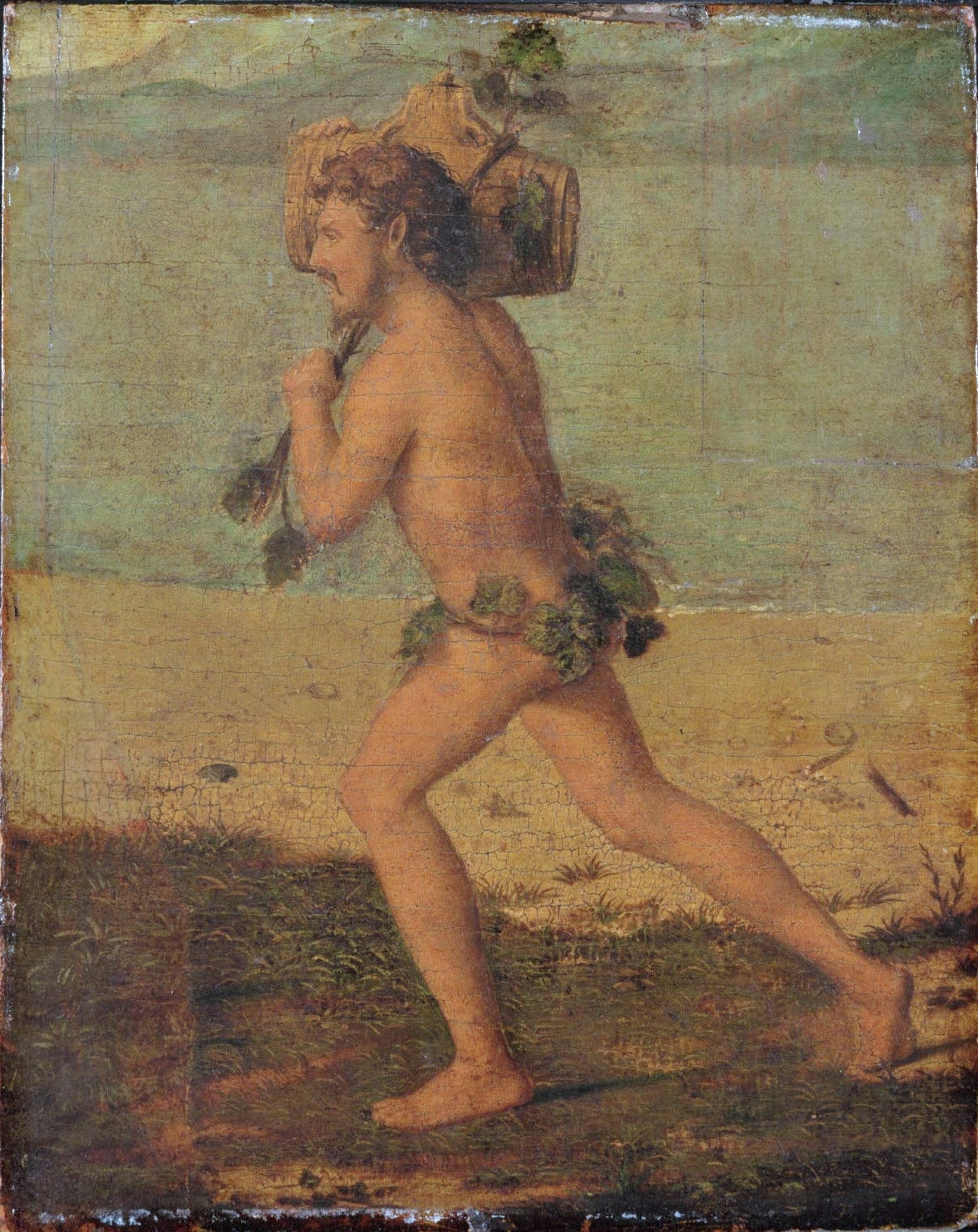
Участник вакханалии. Музей искусства, Филадельфия
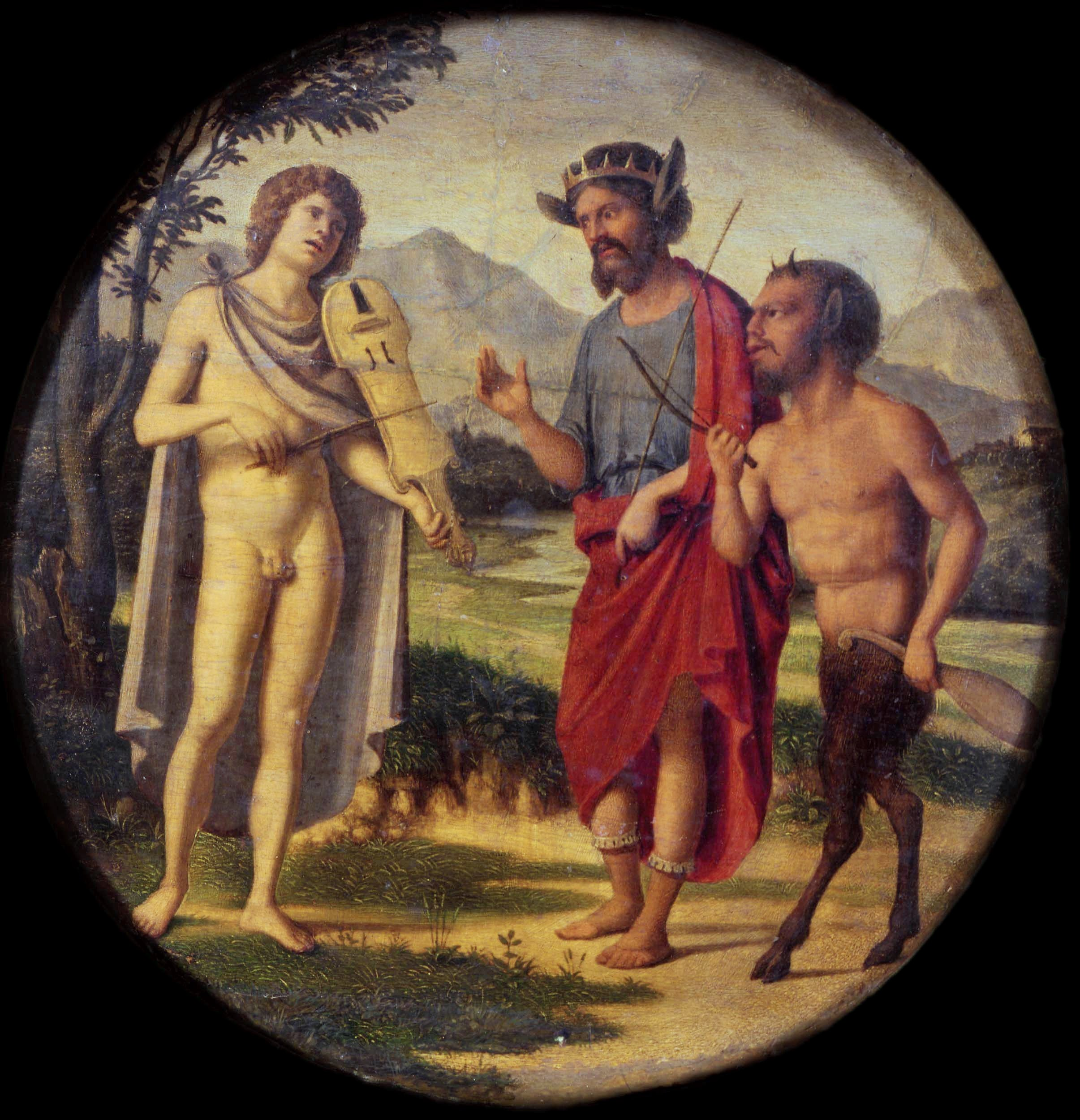
Суд Мидаса. Национальная галерея, Парма